# 中国野生动物

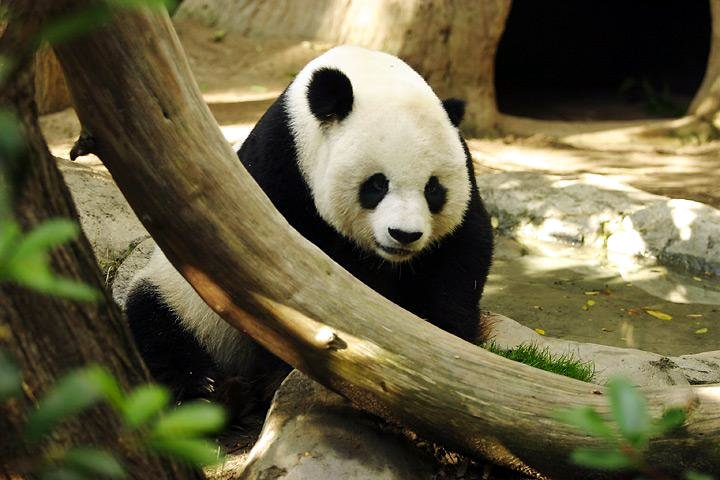
大熊猫是中国特有物种，是中国的濒危和受保护物种。

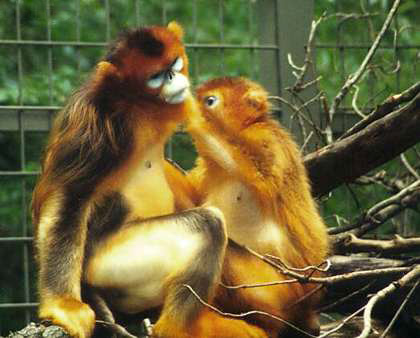
金丝猴是中国另一种濒临灭绝的特有物种

中国幅员辽阔、地域多样，野生动物种类繁多、数量极其丰富。作为超级生物多样性国家同盟的成员之一， 中国拥有脊椎动物7,516种，其中鱼类4,936种、鸟类1,269种、哺乳动物562种、爬行类403种和两栖类346种。 从物种数量来看，中国的哺乳动物居世界第三位，鸟类居世界第八位，爬行类居世界第七位，两栖类居世界第七位。 
其中，许多物种都是中国特有的，包括中国最著名的野生动物——大熊猫、扬子鳄、金丝猴等。总括而言，中国约有六分之一的哺乳动物物种和三分之二的两栖动物物种是中国特有的。  
中国的许多野生动物与人口稠密地区的人类共享栖息地，并承受着巨大的压力。根据国家重点保护野生动物名录，至少有840个物种受到威胁、脆弱或面临局部灭绝的危险。这些动物面临危险的原因主要是由于人类活动，如栖息地破坏、污染以及为获取食物、毛皮和中药药材而进行的偷猎活动。 濒危野生动物受法律保护，截至2005年，全中国有自然保护区2349个，约占中国陆地总面积的 15%。 

## 哺乳动物

### 灵长类动物
中国是长臂猿、猕猴、金丝猴、懒猴等21种灵长类动物的家园。不过，中国的大部分灵长类动物都濒临灭绝。猿和猴在中国文化中占有很重要的地位，特别是长臂猿和猕猴，在中国的民间宗教、艺术和文学中占有突出地位，并且猴子是十二生肖之一。
中国唯一的本土猿类是长臂猿。长臂猿是树上居民，它们用长臂在树枝上荡来荡去。长臂猿可以通过它们响亮的叫声来识别，交配的长臂猿经常一起合唱。
海南长臂猿是数量最稀有、灭绝危险最高的猿类之一。海南长臂猿是海南岛特有的物种，在霸王岭国家级自然保护区仅存不到30只。 它们和许多其他长臂猿一样，雄性海南黑冠长臂猿呈黑色，雌性呈金棕色。东部黑冠长臂猿也同样罕见，广西壮族自治区仅有20只左右，邻国越南也有30只。海南长臂猿在中国大约99%的栖息地已经消失。 
黑冠长臂猿分布在中国西南部的大片地区。云南白掌长臂猿是白掌长臂猿的一个亚种，并且有很大可能在中国灭绝。动物学家最后一次观察到这种动物是在1988年，当地人最后一次听到它的叫声是在2002年。 2007年11月在南滚河国家级自然保护区的调查中没有发现这种长臂猿的踪迹。
白颊长臂猿主要分布在中国云南南部的热带雨林里，不过同时也分布在越南和老挝境内。一些研究报告对于白颊长臂猿是否仍分布在中国境内感到存疑，因为最后一次有关于白颊长臂猿在中国境内的研究发表已经将近18年之久。白颊长臂猿面临灭绝的原因是因为当地人为了求吉利以及将其骨头制成编织乐器和筷子而猎杀它们。 截至2008年，勐养自然保护区圈养了8只白颊长臂猿。 其中，有两只被放到野外，但仍然依赖游客和当地居民获取食物。 东白眉长臂猿的特征是眉毛上方有一簇白色毛发，分布在云南西部与缅甸接壤的地区。西白眉长臂猿可能发现于西藏东南部。中国所有的长臂猿均为国家一级保护动物。
中国最常见的灵长类动物是猕猴，它们的脸颊很大，可以储存食物，并且成群结队地生活。恒河猴和普通猕猴在中国的分布范围北起山西太行山，南至海南。 峨眉山、黄山等旅游胜地经常能看到藏猕猴。短尾猕猴有着明显的红色面孔，主要生活在中国南方各地。台湾猕猴是台湾特有的。熊猴分布在西藏南部和西南部海拔较高的地区，北方猪尾猕猴主要分布在云南。猕猴是中国一级保护动物，但数量急剧下降，主要原因是栖息地破坏以及偷猎。 从1998年到2004年，中国恒河猴的数量从25.4万只下降到约7.7万只。 同期，藏猕猴数量减少了83%，从约10万只减少到仅约1.7万只。 
金丝猴，又称仰鼻猴。之所以如此命名，是因为它们的鼻孔与面部几乎平行。世界上五种金丝猴中，有四种生活在中国，其中三种是特有种。它们全部生活在海拔1,500-3,400米的山地森林中。其中以川金丝猴最著名、分布最广，分布在四川、湖北、陕西等地。黔金丝猴是最为濒危的物种，约有700只，仅分布于贵州。滇金丝猴约有1700只，生活在云南和西藏东部。 2011年，在云南西部发现了一小群缅甸金丝猴。
中国的猴科包括黑叶猴、白头叶猴、菲氏叶猴、戴帽叶猴和肖氏乌叶猴，都属于乌叶猴属，以及喜山长尾叶猴，属于长尾叶猴属。这些物种都濒临灭绝。
黑叶猴仅分布于中国西南部和越南北部。白头叶猴的分布范围要小得多，仅分布在广西南部和越南北部的吉婆岛。菲氏叶猴原产于云南和中南半岛的大片地区。戴帽叶猴和肖氏乌叶猴生活在云南和缅甸边境沿线。喜山长尾叶猴比乌叶猴更大，他们大部分生活在西藏南部。
猿和猴子大多被归为简鼻亚目，而懒猴则被归为原猴亚目或。懒猴有大眼睛、小耳朵，生活在树上，在夜间活动。小懒猴和孟加拉懒猴均产于云南南部和广西，为一级保护动物。

### 食肉动物

#### 猫科

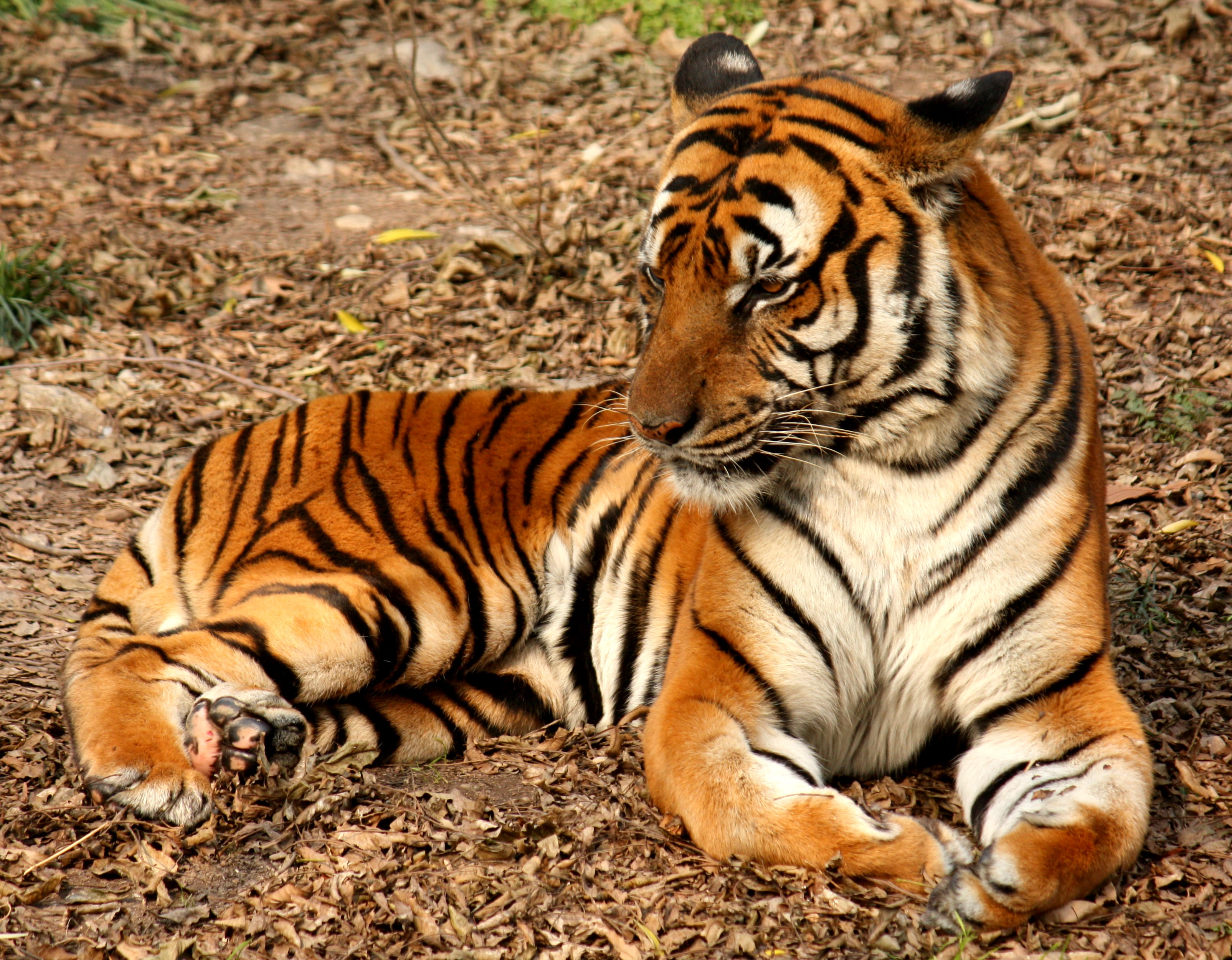
上海动物园的华南虎

中国的大型猫科动物包括虎、豹、雪豹和云豹。老虎是中国十二生肖之一，在中国文化和历史中占有重要地位。在传统中医学中，虎骨是重要的中药药材。此外，虎皮常用于制作装饰。这种动物很容易受到偷猎和栖息地丧失的影响。历史上，有四种老虎生活在中国，但是有一种老虎已经灭绝。中国的所有老虎都极度濒临灭绝，受到保护并生活在自然保护区中。
东北虎分布在中国东北部，与俄罗斯和朝鲜接壤的边境地区。 里海虎最后一次被发现是在20世纪60年代，出现在新疆维吾尔自治区玛纳斯河流域，目前该种群已经灭绝。 华南虎是中国特有种群，其栖息地目前仅限于江西、湖南、广东和福建的山区，最后一只野生华南虎在1994年被射杀，之后再无确凿证据证明野生个体存在，现在被怀疑已经野外灭绝。除此以外，还有一些印度支那虎生活在云南，为了保护它们，云南建立了六个自然保护区。 
据认为中国存在三种豹子：
- 孟加拉豹主要生活在西藏南部珠穆朗玛峰国家级自然保护区。[17]
- 华南豹主要生活在中国南部的云南省，珠江被认为对更北的豹子种群构成了屏障。 [18] 2002年至2009年对中国南方11个自然保护区进行的调查种仅在秦岭长青国家级自然保护区发现了它们，而在四川卧龙自然保护区和四川其他保护区则没有发现豹子的踪迹。 [19]
- 东北豹原产于中国东北部，包括吉林省和黑龙江省，珲春国家级自然保护区的相机陷阱记录到了东北豹的踪迹。 [20] [21]尽管国际边界上有又高又长的铁丝网，豹子还是跨过图们江来穿越中国、俄罗斯和朝鲜。[22] 除了东北外，河北省、河南省、山西省以及宁夏自治区的保护区内有豹的当代记录，但甘肃省没有。青海省是否仍然有豹子存在还不确定。该物种可能已在湖南、湖北、浙江、福建、广西和江西等地灭绝。它被列为国家一级保护动物，但很少受到中国野生动物生物学家和自然保护主义者的关注。 [17]中国中部零散的豹种群原先被认为是华北豹，但于2017年归入远东豹，因为中国北部过去不存在阻碍基因流动的明显地理障碍，但该分类仍然有争议。 [23]

雪豹的分布范围横跨喜马拉雅山、青藏高原、喀喇昆仑山脉和中国西部的天山。 
云豹生活在长江以南的森林地区。 1972年在台湾局部灭绝。 
荒漠猫是中国特有的动物，生活在青藏高原的东北边缘。它们仅在青海东部和四川西北部有过发现。  2007年，它首次被相机拍摄到 2015年5月，在若尔盖草原对一只个体进行了观察和拍摄。 
欧亚猞猁的活动范围包括中国东北的大兴安岭。 兔狲生活在青藏高原和中国西部的高海拔地区。 
亚洲野猫分布于新疆、青海、甘肃、宁夏、陕西、内蒙古。 在新疆境内，仅限于巴音郭楞蒙古自治州、阿克苏市、和田市三个南部地区。它在中国新疆沙漠地区的自然栖息地正在迅速减少，主要原因是为了毛皮贸易而过度狩猎，随后由于耕种、石油和天然气勘探以及农药的过度使用而导致其栖息地缩小。 
金猫和豹猫在秦岭长青国家级自然保护区和岷山唐家河国家级自然保护区均有发现。豹猫也生活在卧龙自然保护区以及邛崃山、大凉山等保护区。 

#### 犬科
犬科在中国有很多成员，包括狗、狼、豺、赤狐、沙狐、藏狐和貉等。中国生活着两种狼亚种：欧亚狼和藏狼。
一些最早的狗可能是在东亚驯化的，就与灰狼的DNA相似性而言，包括沙皮狗和松狮犬在内的几个中国犬种属于最古老的犬种之一。
由于栖息地破坏和过度捕猎，豺的栖息地逐渐减少，目前仅在甘肃、云南、西藏、四川和新疆六个省发现了豺。 
貉是少数能爬树的犬科动物之一，它们主要生活在中国东部和东北部。
大熊猫可能是中国最著名的野生动物，生活在长江上游流域岷山、邛崃山、凉山、大相岭、小相岭和秦岭的六片高原谷地，分布在四川、甘肃和陕西等地。大熊猫只有约1,600只生活在野外，其中有80%生活在四川，还有约 300 只生活在大熊猫繁育中心和动物园。大熊猫十分稀有且难以捉摸。虽然大熊猫属于杂食动物，但其饮食中 90% 以上是竹子。它的黑白颜色在茂密的森林中提供了一定程度的伪装，尽管成年大熊猫几乎天敌。大熊猫的繁殖难度是出了名的大。它们的交配期很短，每年只产一到两只幼崽。与父母的比例相比，大熊猫幼崽是胎盘哺乳动物中最小的幼崽。 大熊猫被认为是中国的国宝 ，是受国家法律保护的濒危物种。自20世纪70年代以来，大熊猫被赠送或借给外国动物园，以表达外交善意。
中国其他更常见的熊包括亚洲黑熊和棕熊，它们分布在中国大部分地区。棕熊的亚种包括生活在西藏的喜马拉雅棕熊和西藏棕熊，以及中国东北的东北棕熊。马来熊发现于云南。熊，尤其是黑熊，也被圈养以收集其胆汁用于中药。
小熊猫与大熊猫不同，它不是熊，更类似于浣熊，它本身来自一个独立的科，小熊猫科，分布于四川和云南。

#### 灵猫科和獴科
小型食肉动物灵猫科和獴科科的代表成员众多，分布于中国南方，包括熊狸、大灵猫、小灵猫、果子狸、椰子狸、小齿狸、食蟹獴和小印度猫鼬。 

#### 鼬科
最大的肉食哺乳动物家族是鼬科动物，也就是水獭、獾、鼬、貂和狼獾，所有这些物种都在中国有分布。这些鼬科动物都是短而毛茸茸的动物，耳朵短而圆，皮毛厚，但它们在体型、习性和栖息地方面存在显着差异。
紫貂是貂的一种，因其皮毛细腻而珍贵，与人参、鹿茸并称为“满洲三宝”。紫貂主要生活在东北和新疆北部的阿尔泰地区。中国西部的石貂和中国南方的黄喉貂与紫貂有密切的亲缘关系。
黄鼬， 不过有一个更著名的名字，也就是黄鼠狼，是中国最常见的黄鼠狼。它遍布中原和东北，以从农民那里偷家禽而闻名，但也会帮助控制啮齿动物的数量。黄鼠狼尾巴上的毛被用来制作毛笔。其他黄鼠狼种类包括北方的伶鼬和白鼬，南方的黄腹鼬和纹鼬，以及西部的香鼬。艾鼬比黄鼬更大，分布在中国北部。
狼獾，又名为貂熊，因为它比黑貂大，比熊小，而且与这两种动物很相似。狼獾生活在洞穴和巢穴中，它们并不挖掘这些洞穴和巢穴，而是从熊、狐狸和旱獭等其他动物那里获取巢穴。狼獾是一种凶猛的生物，它们会与熊和狼争夺食物。分布于黑龙江、内蒙古大兴安岭和新疆北部阿尔泰山地区，数量仅200只左右。
与紫貂一样，水獭毛皮也用于制作服装。紫貂和狼獾是一级保护动物。貂和水獭为国家二级保护物种。

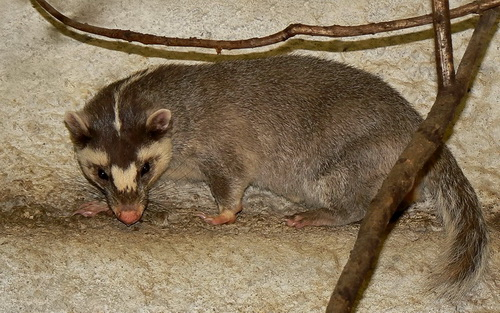
鼬獾

獾的脸上有独特的白色条纹，其中一条长条纹从鼻子延伸到尾巴。亚洲狗獾遍布中国本土和喜马拉雅山脉东部。猪獾有一个像猪一样的鼻子，活动范围比亚洲獾稍小。雪貂獾是最小的獾，有两种生活在中国。中国雪貂獾分布在长江以南的中国南部大部分地区，而缅甸雪貂獾分布在云南与老挝和越南边境沿线。

#### 海豹科和海狮科
鳍足类动物也属于食肉动物，分为海豹科和海狮科。真正的海豹没有外耳廓，也无法将后鳍放在身体下方爬行。相比之下，包括海狮的耳朵突出，可以用四肢在陆地上“行走”。
中国的海豹包括分布在东海和南海的浙江、福建和广东沿海的髯海豹、黄海的环斑海豹和主要分布在渤海湾和南海的斑海豹，北至黄海，南至广东也可见到。 所有海豹均为二级保护动物。 海狮具有一级保护。
斑海豹是唯一在中国繁殖的海豹物种。 其繁殖地分布在渤海湾辽东湾沿岸，包括盘锦附近的辽河口、大连附近的长兴岛以及韩国的的白翎岛保护区。 很多海豹因其毛皮和生殖器而被猎杀，它们的毛皮和生殖器被用来制造衣服以及春药。 与此同时，它们的栖息地也因土地开垦、渔业和石油采集而受到严重破坏。 韩国的一个非政府组织一直在努力提高公众对生活在中国、朝鲜和韩国的海豹保护的认识和支持。目前，他们已经设立了保护站来监视和保护繁殖地，野生动物保护当局对上交被网捕获的活海豹的渔民给予补偿。 2011年4月，辽宁盘锦段滨海高速公路因对海豹繁殖地造成不利影响而停建。 卫星追踪显示，不仅在黄海范围内，海豹甚至可以在俄罗斯的滨海边疆区与黄海之间迁徙，总距离超过3300公里。 实施这些保护措施之后，动物学家观察到斑海豹恢复和重新定殖。
北海狗是一种属于海狮科的北海狗亚科，它们偶尔会出现在中国东部、南部以及台湾南部沿海地区。 最大的耳海豹是北海狮，它主要生活在北极，但在江苏黄海沿岸和辽宁渤海湾也可见到。

### 鲸鱼、海豚、鼠海豚
中国有很多生活在淡水和海洋中的鲸豚类动物。除了濒临灭绝的白暨豚和中华白海豚为一级保护动物，中国的其他鲸目动物均为二级保护动物。
总共有22种小型鲸豚类动物栖息在中国大陆、台湾、香港和澳门的水域。 尽管没有得到官方承认，伊河海豚也有可能生活在中国的水域，不过受到了很对质疑。
在中国古代，关于记载鲸豚类动物的文章有很多。到了清代，随着广东、广西、海南等地捕鲸业的兴起，人们对鲸鱼的认识有所加深，但海洋和淡水海豚均与鲸鱼属于不同的动物。据说，清代气候变化导致黄渤海小鱼繁盛，吸引了大量鲸鱼进入流域。 
中华民国是《国际捕鲸管制公约》的早期签署国之一。中华人民共和国于1980年9月签署了该公约，并于1981年禁止国内捕鲸，并签署了《保护野生动物迁徙物种公约》 。
直到最近，在渤海和黄海中，小须鲸、小型海豚和鼠海豚在内的活体鲸豚类动物仍然非常罕见，不过它们的数量均有所增加，由于渔业法规的改善和獐子岛海洋养殖场的建立，黄海流域特别是长海县周边地区的水质和生产力得到了改善，当地产业已经将观鲸旅游作为未来的发展前景。不过，由于须鲸数量严重减少，大陆和包括台湾在内的大洋岛屿上的鲸类现代分布主要偏向齿鲸。    

#### 白暨豚
白暨豚的栖息地历史上覆盖了从宜昌到上海的长江流域及其支流和湖泊的大部分地区。白𬶨豚最早被人们记载于秦汉时期的辞书《尔雅》中，把这种动物定名为“𬶨”，又称“鱁”。就在20世纪50年代，中国的白暨豚数量多达6000只，但到了80年代，数量已降至数百只，1990年代不足100只，自2000年以来，数量不足十几只。
长江流域是中国乃至世界人口最稠密的地区之一。这条河是中国最长的河流，也是船舶的主要高速公路。水和噪音污染、商业捕鱼和船舶的大型螺旋桨都是白鱀豚的主要威胁。 20世纪70年代葛洲坝和20世纪90年代三峡大坝的修建，阻断了海豚上游的通道，改变了河流的季节流量，使大型远洋船舶能够在河流上航行。
到1997年，对该河的调查只发现了13条白鱀豚。 2006年，中瑞联合对宜昌至上海的河流进行了调查，却没有发现白鳍豚，最终宣布该物种功能性灭绝，即使有少数个体继续生存，其数量也太少而无法繁殖。动物学家确认的最后一次目击事件是在2004年，当时一只死去的白暨豚被冲上南京附近的海岸。
湖南、湖北、安徽等省沿长江建立了白暨豚自然保护区，并设立了观察和圈养中心。圈养中寿命最长的白暨豚“琪琪”于1980年至2002年间生活在武汉的一个海豚馆里。天鹅洲自然保护区建于长江牛轭湾，旨在作为白鱀豚的圈养繁殖区。 1995年，一只白鱀豚被送往那里，但于1996年死亡。该保护区现在是江豚的繁殖地。

#### 江豚

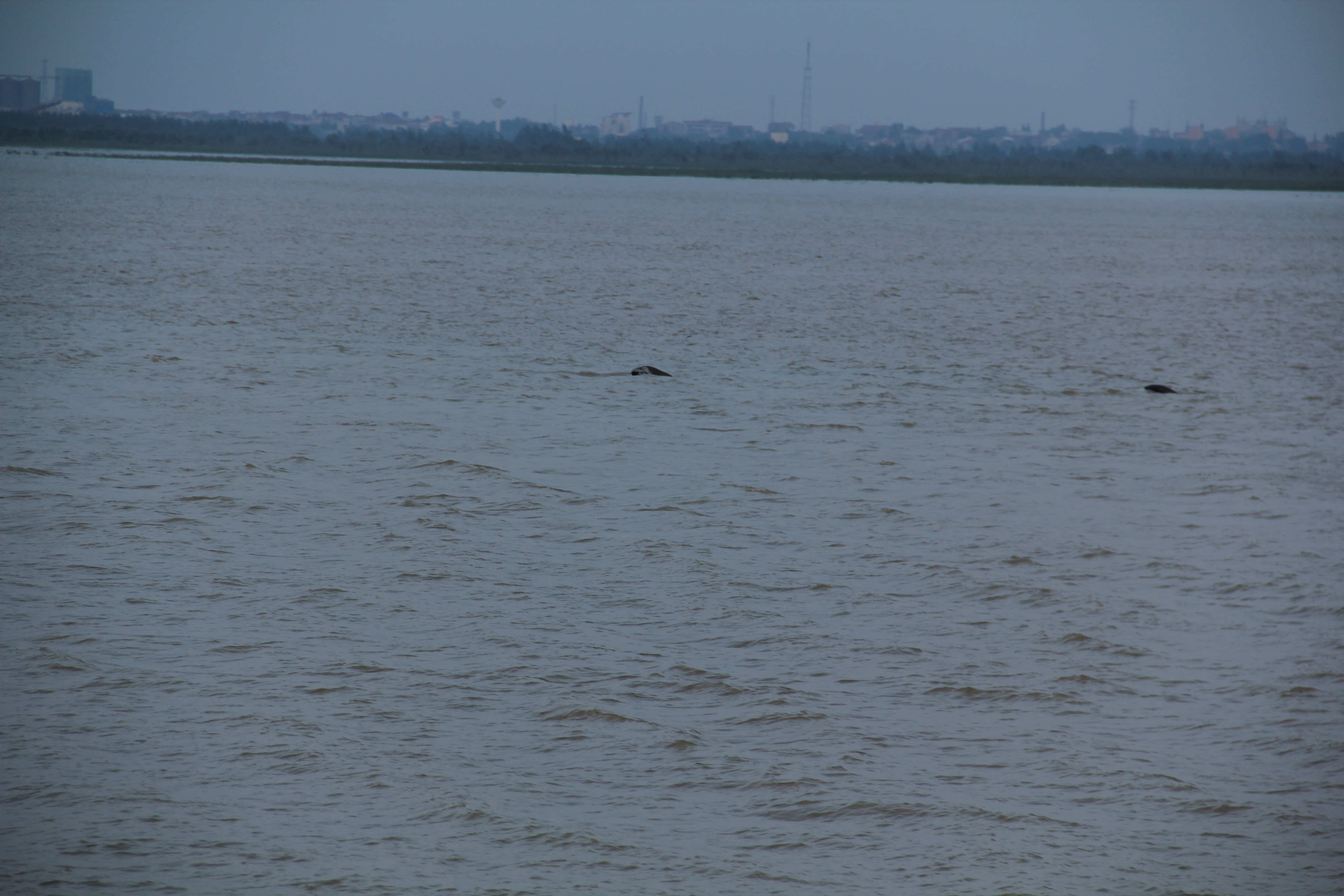
生活在洞庭湖里的江豚

已知至少有两个江豚亚种栖息在大连和南京近海、 南麂列岛海洋保护区、 九山群岛涠洲岛和马祖列岛等沿海水域。  淡水亚种生活在长江、赣江和湘江。与海豚不同，它们没有背鳍。淡水江豚面临着与白暨豚同样的威胁，环境污染、过度捕捞以及螺旋桨是他们最大的威胁，2012年4月，洞庭湖在44天内发现了12具江豚的尸体。 鄱阳湖大坝的建设可能会对剩余的江豚造成严重损害。 
截至2012年，天鹅洲自然保护区有江豚约40只，其中洞庭湖有85只，鄱阳湖有300-400只。 淡水江豚是国家二级保护动物，它们要比大熊猫还稀有。 它们也经常出现在北部湾。 
近年来，在利津县的黄河入海口也发现了江豚的踪迹。在2017年，崇明岛也发现了数量稳定的江豚（涉及两个亚种），由于水质改善，当地水域出现了大幅恢复 。

#### 海豚

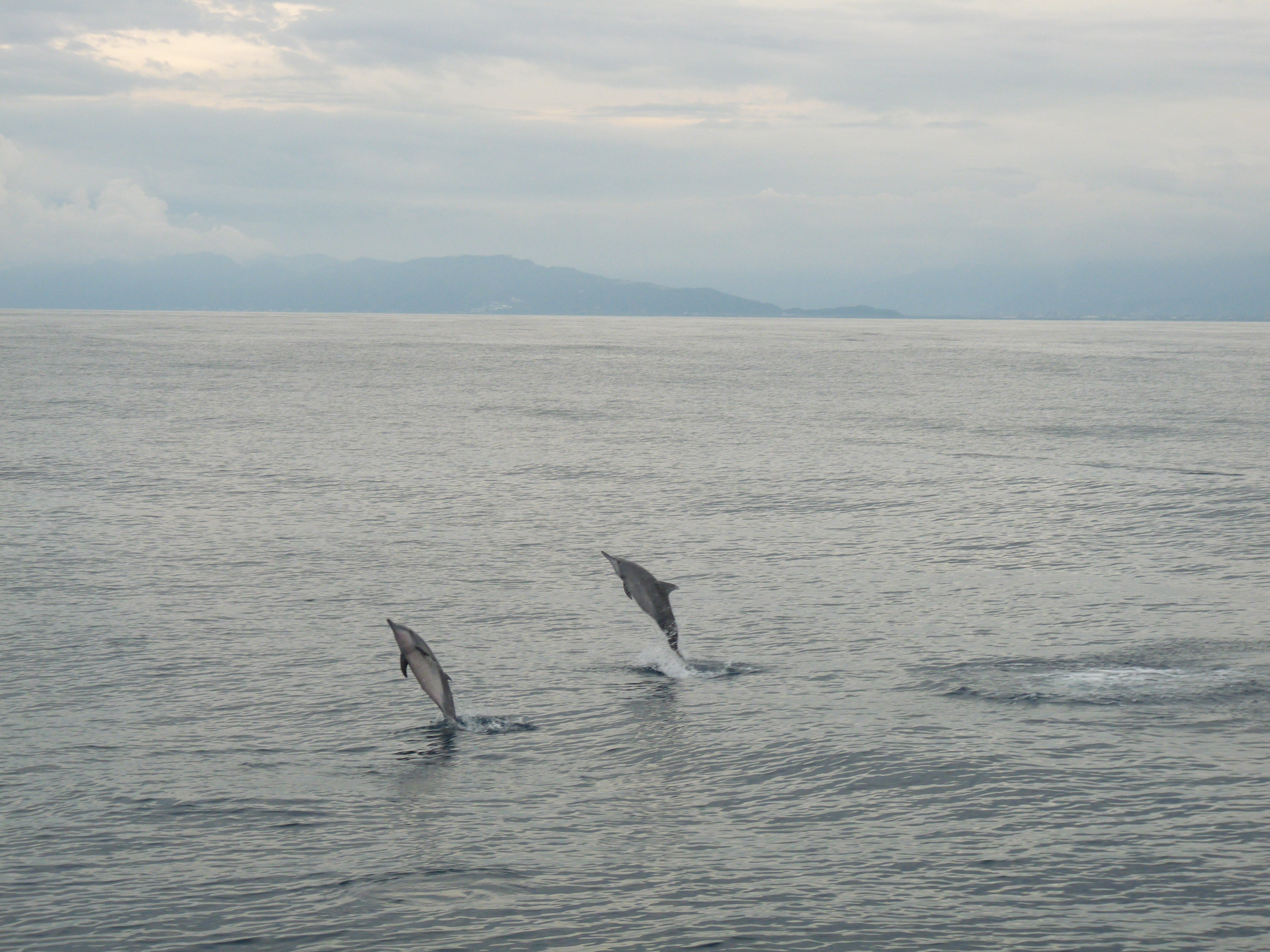
台湾花莲市附近的长吻飞旋海豚

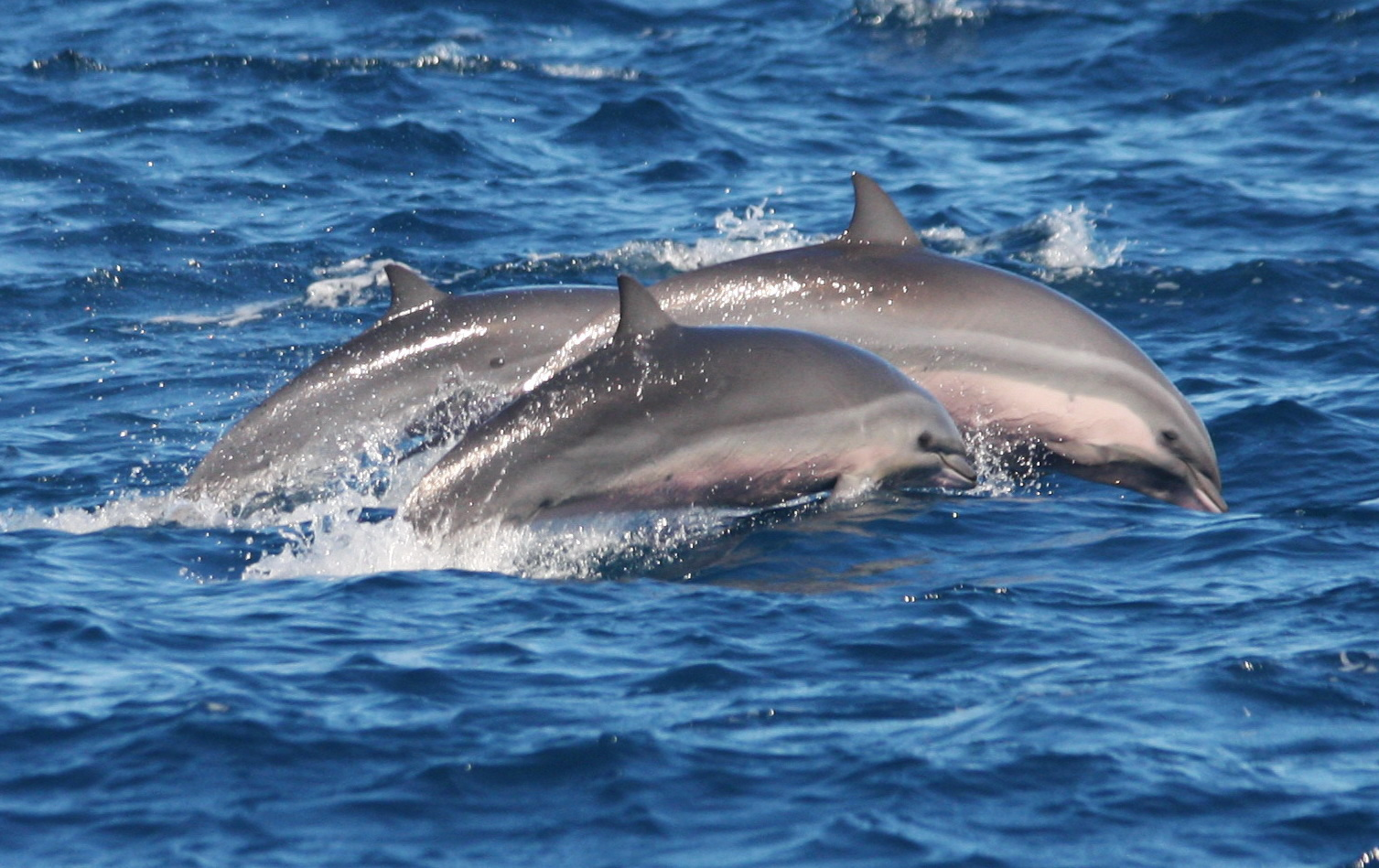
台湾花莲市附近的砂拉越海豚

中华白海豚，主要生活在中国南部海域，包括万山群岛、 南麂列岛、 珠江三角洲、香港、北部湾、 雷州半岛、 西沙群岛、澎湖列岛至台湾西海岸、大陆沿岸，如厦门、霞浦和南澳县的南蓬群岛海洋保护区和青州的三娘湾海豚保护区。中华白海豚是香港的象征，尽管当地的中华白海豚面临严重危险，但政府已宣布设立特别保护区，以与可持续观赏海豚共存的方式保护该物种。
其他海洋海豚种类包括太平洋斑纹海豚、长吻飞旋海豚、条纹原海豚、短喙海豚、真海豚、砂拉越海豚、热带班海豚、糙齿海豚、宽吻海豚、印太瓶鼻海豚和里氏海豚。  里索海豚是台湾东海岸最常见的鲸目动物之一。 

#### 鲸鱼

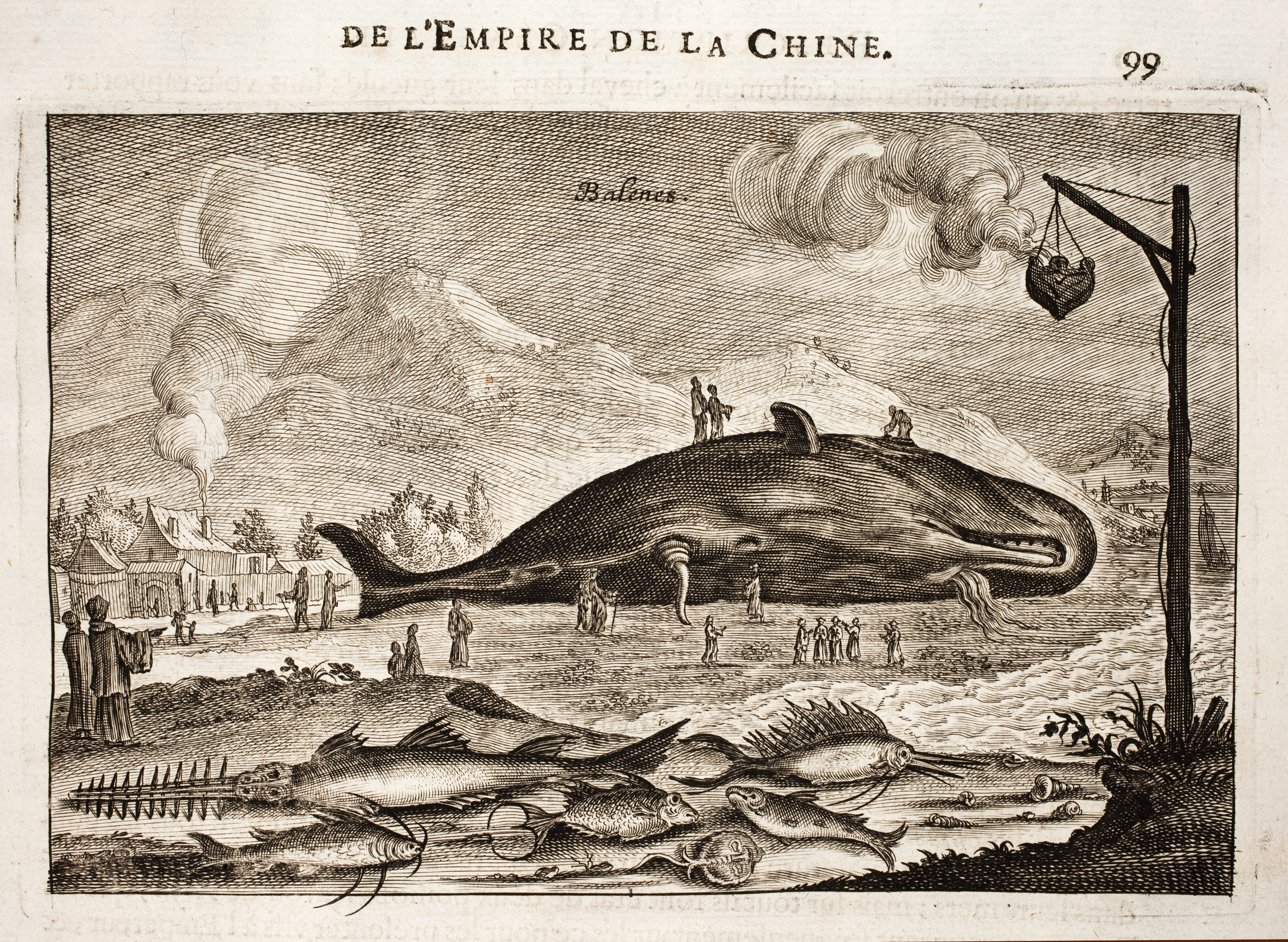
中国古代被捕获的抹香鲸

历史上，中国大陆和台湾海域的鲸鱼数量丰富，尤其是在冬季和春季，它们来到沿海地区繁殖和产仔，尤其是从外太平洋和日本海迁徙过来的须鲸，在温暖的季节，它们向北游到黄海和渤海觅食。台湾的大型鲸鱼大多是在1952年以前记录的。在辛亥革命之前，广东雷州半岛沿岸的村庄会捕杀鲸鱼，并向皇帝进奉鲸油。然而，另一方面，与韩国、中国、日本、印度尼西亚、印度支那等其他国家一样，鲸鱼曾经备受推崇。沿海地区的天神被视为“海王”、“海洋中的龙皇帝”或“龙兵”，几乎整个沿海地区（除了海南和雷州以外），当渔民看到鲸鱼时，所有船只不得不为它们让路，等待鲸鱼通过。例如，在中国神话中，海洋统治者余江据说是一头有胳膊和腿的鲸鱼。台湾的土著部落也认识到大型鲸鱼的存在，并在当地神话和民间传说中当作神明。
中国近海发现的须鲸包括世界上最大的动物蓝鲸，以及角岛鲸、布氏鲸、小须鲸、长须鲸、塞鲸和座头鲸。历史上，从黄海、渤海到东海，曾有长须鲸特有的常住种群。 小须鲸也居住在同一地区。历史上，布氏鲸居住在台湾和南部海岸附近。
在中国专属经济区，直到20世纪70年代之前，才在东海和黄海发现极度濒危的北太平洋露脊鲸和灰鲸，尤其是露脊鲸。灰鲸曾有记录，21世纪唯一的记录是2007年平潭附近，当地渔场意外杀死一头成年雌性灰鲸
露脊鲸和灰鲸面临很大的威胁，由于他们高度依赖浅水区，因此它们经常进入河口，以及它们对人类的好奇心，使猎人更容易杀死它们。须鲸的情况类似，但它们的功能性局部灭绝是由20世纪后期的现代日本捕鲸造成的。
日本捕鲸业对当地的迁徙鲸鱼种群进行了集中捕猎，导致其几乎功能性灭绝。例如，露脊鲸受到合法、非法和研究捕鲸的威胁， 不过其中最具破坏性的是苏联于20世纪60年代和1970年代的大规模捕鲸。 
在日本海岸迁徙的灰鲸比韩国灰鲸更早被消灭。随后，朝鲜半岛的其他鲸鱼也成为攻击目标。  20世纪，日本捕鲸业进行了有史以来最密集的捕鲸活动；这些覆盖了东亚广大海域，包括几乎整个中国和朝鲜半岛的沿海。日本沿着中国和朝鲜半岛海岸线建立大量捕鲸站，例如大亚湾的捕鲸，这些大规模的捕鲸行动导致东亚和东南亚国家几乎所有大型须鲸物种的功能性灭绝。不过，一些较大鲸类动物的是否在中国存在还没有得到证实。 
生活在中国海域的齿鲸类有很多，包括抹香鲸、侏儒香鲸、小抹香鲸、 贝氏喙鲸、朗氏印太喙鲸、 柯氏喙鲸、 柏氏喙鲸、 银杏齿中喙鲸、 虎鲸和领航鲸（伪虎鲸、小虎鲸、瓜头鲸、短鳍领航鲸）。 
齿鲸搁浅在台湾海岸很常见。 
如今，在中国沿海，大型鲸鱼已经变得非常罕见，只有少量的小须鲸或更多的鲸鱼幸存下来。然而，赏鲸业成为台湾东海岸的热门景点，提供了观察鲸鱼的绝佳机会，尤其是在夏季。 最近，根据鲸鱼数量的恢复情况，考虑在黄海开展观鲸活动。 偶尔会在远洋水域中看到更大的鹡鸰。不过，很多通过对马海峡到达中国海域的鲸鱼正面临着被高速船只撞击的威胁。 
古老和现代的捕鲸记录表明，在中国沿海曾有须鲸的夏季和越冬/产仔场。下面的列表显示了一些与须鲸和一些较大的齿鲸相对应的区域，但不包括未被发现或未被研究的区域和物种。

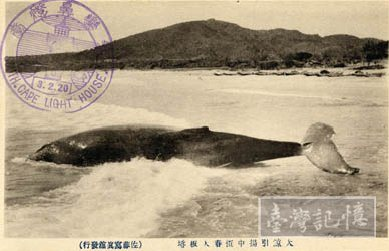
1920年代日占台湾时期，座头鲸在恒春镇鹅銮鼻附近搁浅

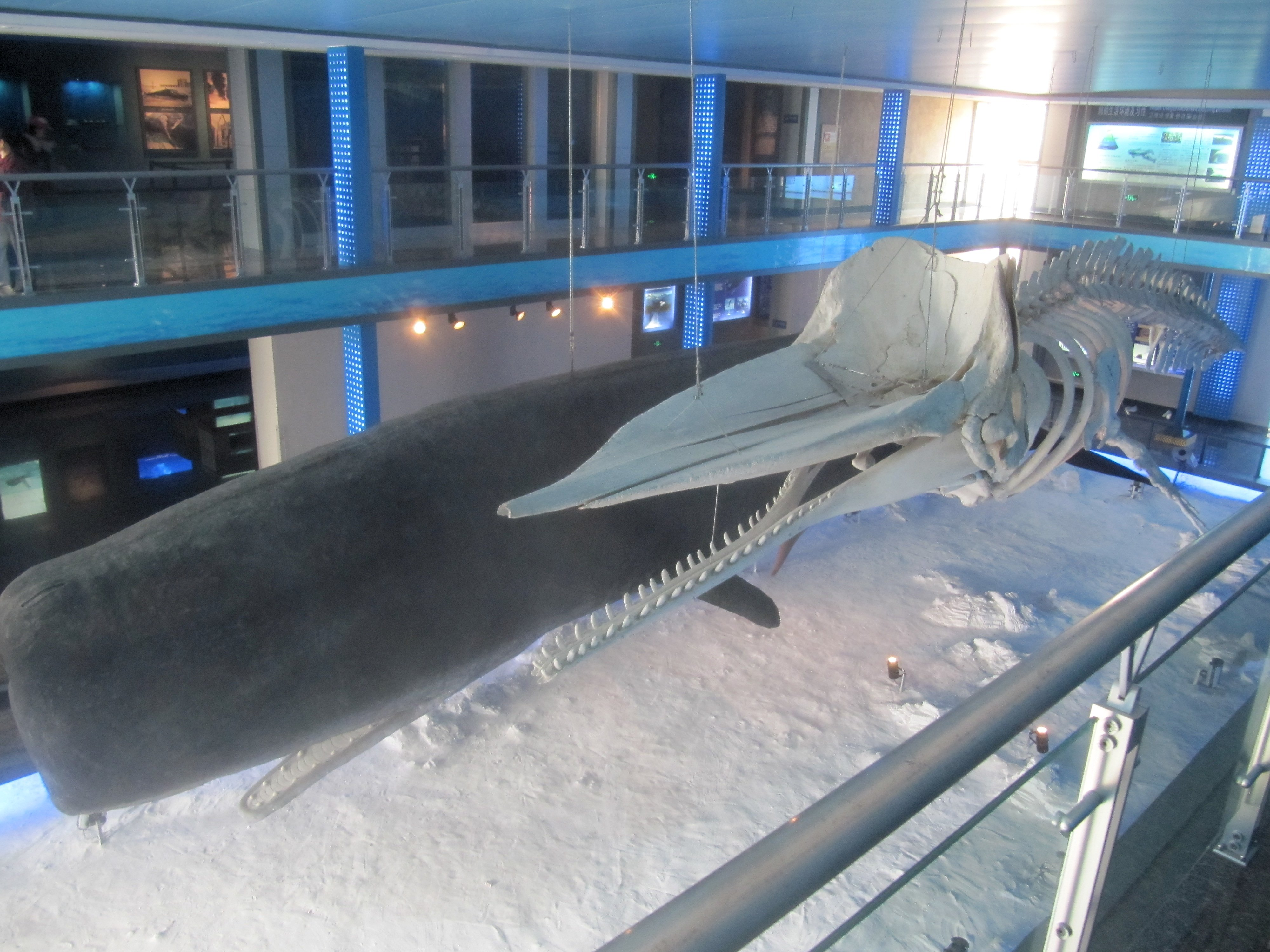
一具因在刘公岛搁浅而死亡的抹香鲸的骨架

### 儒艮科

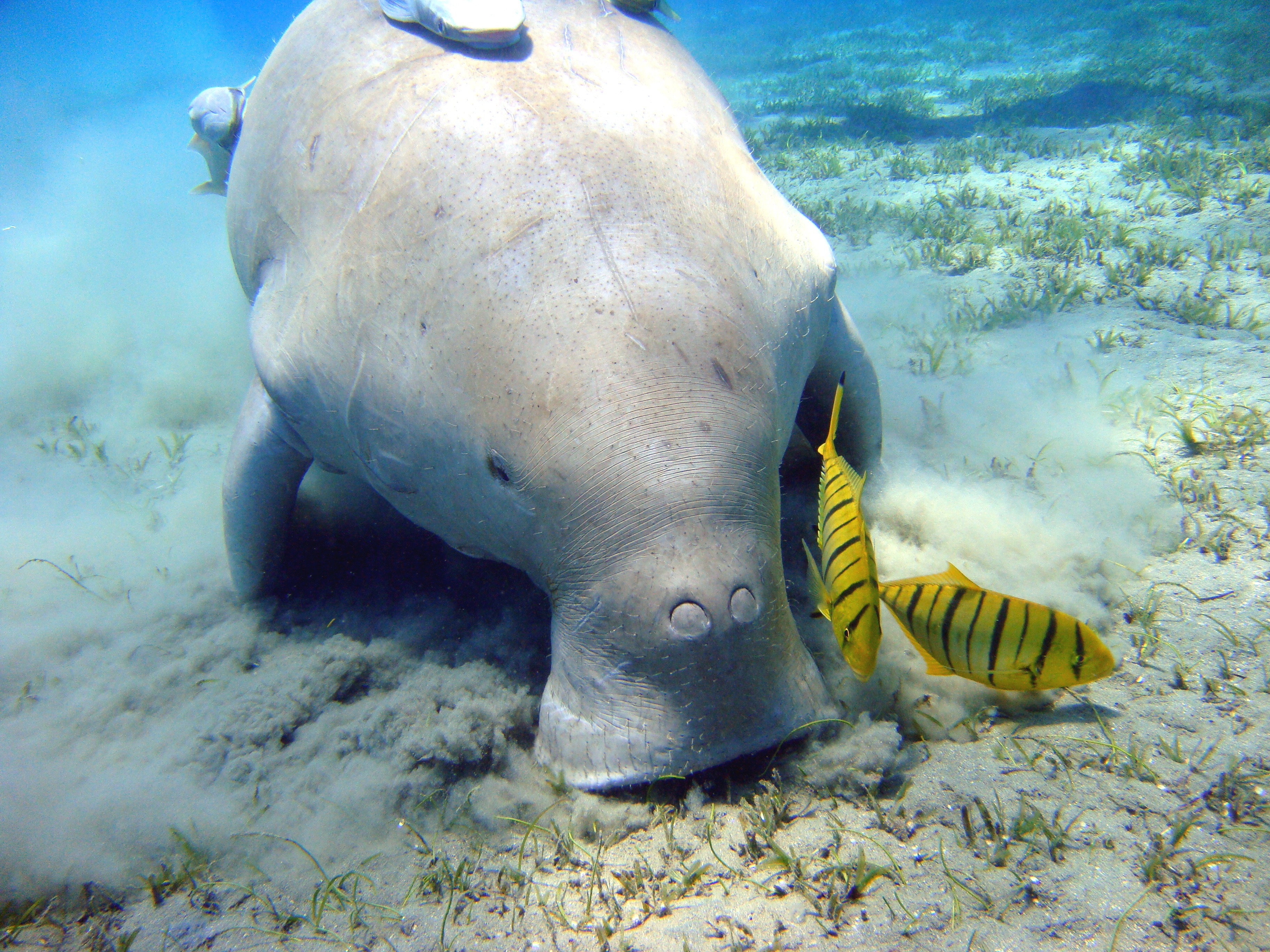
儒艮

儒艮是海洋哺乳动物，完全以海草等植被为食。它们与西半球的海牛有亲缘关系，是亚洲水域中唯一发现的海牛物种。在中国， 儒艮分布在广西壮族自治区沿海地区，为了保护儒艮，北海附近的合浦儒艮国家级自然保护区于 1992 年建立，而在海南则较少见。 目前的分布范围可能比历史上的分布范围要小很多。 
儒艮在台湾被认为是区域性灭绝。儒艮是国家一级保护动物。在20世纪 50年代末和1960年代初，很多儒艮被猎杀以获取肉。儒艮受到沿海开发造成的海草床丧失的威胁。如今，东沙环礁、海南西海岸和雷州半岛等一些地区仍然拥有儒艮可行的栖息地，中国政府出资建立了一个保护区，旨在保护从合浦县到广西山口的儒艮和红树林， 同时，也是为了保护当地的中华白海豚。 

### 象科

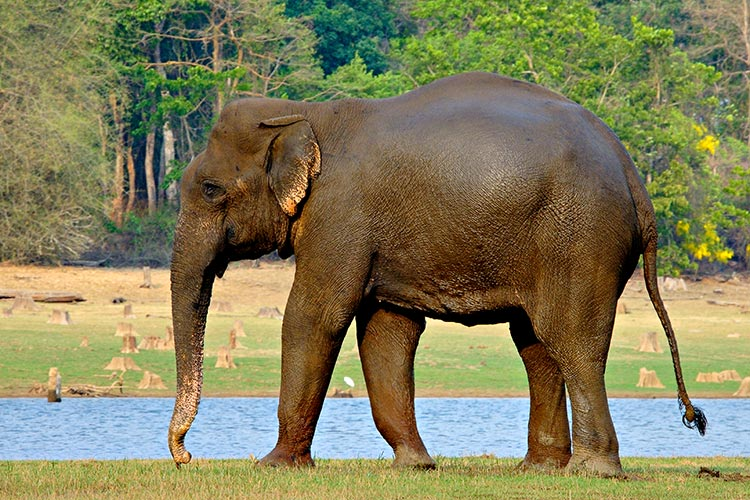
一头亚洲象

亚洲象曾经在中国大片地区活动，但现在仅限于云南南部的西双版纳和普洱地区。近年来，由于对象牙的需求导致全球大象偷猎活动急剧增加，很多非洲象和亚洲象惨遭毒手，中国也不例外。不过，由于严格执行大象保护法、对偷猎者处以极刑以及政府资助的饲养计划，1994年至2014年间，中国境内的大象数量大约翻了一番，达到近300头

### 奇蹄目

#### 犀科
在中国古代，印度犀、爪哇犀和苏门答腊犀这三种亚洲犀牛，特别是北苏门答腊犀牛曾生活在中国。大约3000年前的商朝时期，犀牛的分布范围最北可达内蒙古。到2200年前的汉代初期，他们就已经从中国北方中原地区消失了。 
到了唐朝，中国南方各地都发现了犀牛，唐朝皇室还曾实施了圈养繁殖计划，将一些动物放归野外。 不过，中国北方较冷的气候可能导致犀牛水土不服以及栖息地缩小，但在宋代就有记载，正是对用于中药的犀牛角的需求导致了犀牛在中国的灭绝。 
明朝时期，犀牛的栖息地大幅度缩减，仅限于云南和贵州，到了清朝，犀牛只限于云南。清政府只允许官员狩猎犀牛，1900年至1910年间共收获了约300个犀牛角。 1911年清朝灭亡后，新成立的中华民国允许个人捕猎这种动物。 最后一头苏门答腊犀牛于1916年被杀，最后一头印度犀牛于1920年被杀，最后一头爪哇犀牛于 1922 年
2010年，中国从南非进口了9头南方白犀牛，运往云南并在野生动物园里进行野外驯化。 2013年3月，其中7头犀牛被运往莱阳河国家森林公园，这里曾经是已经在中国灭绝的犀牛的栖息地。  2014 年 5 月 13 日，两只非洲犀牛开始放归野外

#### 马和野驴
普氏野马是唯一一种从未被驯化的野马，曾分布在中国西北大部分地区，但于1957年在当地灭绝。从20世纪80年代末期以来，中国陆续从欧洲引回普氏野马，在新疆卡拉麦里和甘肃武威半散放养殖。普氏野马在新疆种群数量至2018年已突破400匹，其中野放种群突破200匹，甘肃敦煌西湖国家级自然保护区的野外种群也达到40匹。普氏野马是野外灭绝动物在动物园及保护区中繁殖最为成功的例子，其保护状态的成功变更成为动物保护史上具有重要意义的里程碑。
中国的其他奇蹄目动物是蒙古野驴和西藏野驴。前者受到偷猎和栖息地丧失的威胁，而后者则没有，不过两者均为一级保护物种。

### 偶蹄目

#### 鹿科
中国有种类繁多的鹿科动物及其近亲麝。 最大的鹿种——驼鹿，分布在东北部的大兴安岭和小兴安岭。麋鹿身高 2 m，体重 700公斤。相比之下，生活在云南的小鼷鹿只有45厘米，只有体重1.3-2.0kg比兔子大不了多少。
中国还拥有密切相关的加拿大马鹿和欧洲马鹿，它们是第二大和第四大鹿种，直到 2004 年才被认为是同一物种。马鹿在中国有四个亚种——阿尔泰马鹿、天山马鹿、满洲马鹿和阿拉善马鹿——所有这些亚种都存在于中国。马鹿虽然在欧洲很常见，但在中国有濒临灭绝的亚种 
莎车鹿生活在新疆天山以南的塔里木河沿岸。双峰鹿生活在新疆北部和中亚共和国的天山以北。西藏马鹿、甘肃马鹿、白臀鹿分别被归类为麋鹿或中亚马鹿的亚种。
水鹿是中国第三大鹿种，遍布中国南部以及海南岛和台湾岛。它们生活在靠近水源的地方，因此被称为“水鹿”。水鹿是唯一没有鹿角的鹿科动物。
獐子、毛冠鹿和麂也是在中国有分布，它们的上犬齿很长，像獠牙一样突出。麂以其皮软肉嫩而闻名。赤麂遍布中国南方地区。小麂的分布范围向北延伸至甘肃，向南则可到达台湾。菲氏麂产于西藏东部，贡山麂产于邻近的云南。黑麂是皖、浙、赣、闽交界山区的特有种，属国家重点保护动物。毛冠鹿是麂的近亲，分布在中国中部地区。
鹿在中国因其鹿角而受到重视。鹿茸富含生长激素，用于中药。 最有价值的鹿茸来自农场饲养的梅花鹿。梅花鹿的几个亚种，包括山西梅花鹿和华北梅花鹿，不过二者可能已经在野外灭绝，只能在圈养条件下生存。四川梅花鹿是另一个亚种，于1978年被发现，生活在四川北部和甘肃南部的山区。台湾梅花鹿是台湾特有的动物，不过其野外族群原可能已在1969年左右灭绝，现存的野外种群是来自动物园及民间养鹿场。
驯鹿分布于内蒙古北部大兴安岭的森林中，由鄂温克族族和鄂伦春族族驯养。 鄂伦春人自称“有驯鹿的人”。鄂温克族的一个分支依靠驯鹿在森林中运输货物。他们用驯鹿奶和肉来获取营养，用兽皮来制作衣服和帐篷，用鹿角来与汉族交易。现在居住在中亚和新疆西部的吉尔吉斯族，过去生活在东北亚，视梅花鹿为圣兽。根据吉尔吉斯斯坦的传说，吉尔吉斯斯坦布古部落是母鹿的后裔。 
梅花鹿被国家列为一级濒危物种，但被国际自然保护联盟（IUCN）列为无危物种。另一种一级保护鹿是白唇鹿。这种大型鹿的数量约为 15,000 头，是青海、甘肃、四川、西藏和云南的特有种，被IUCN视为易危物种。坡鹿是中国一级保护动物，也被国际自然保护联盟列为濒危物种，仅分布在海南岛。几十年来，豚鹿一直被认为在中国已经灭绝，直到2007年在永德大雪山国家野生动物保护区发现了一只，它们也受到国家保护。

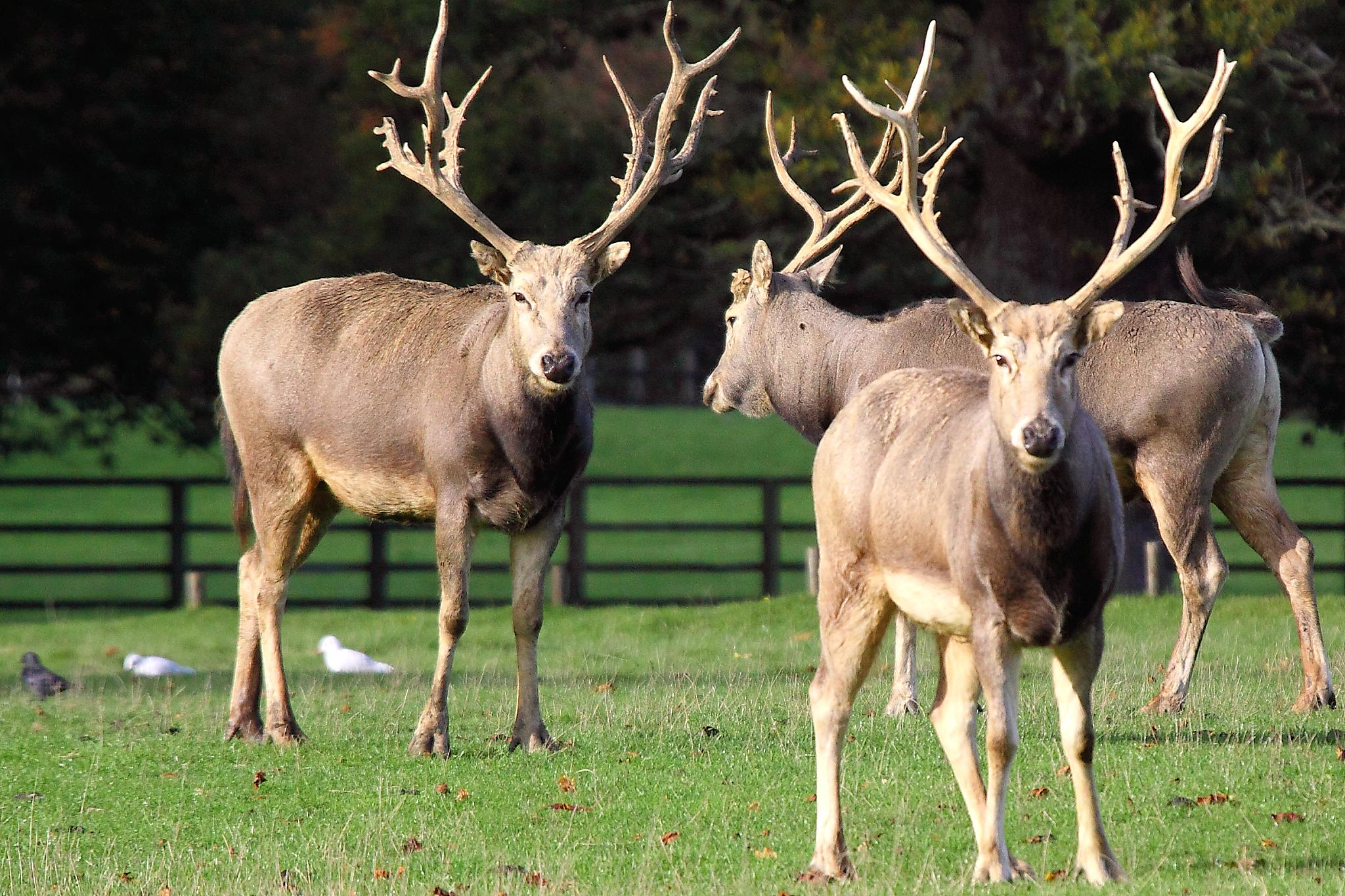
沃本鹿园的麋鹿，该物种在这里被拯救，并最终被重新引入中国

也许中国最引人注目的濒危鹿种是麋鹿。这种鹿俗称“四不像”，相传有牛蹄、鹿角、骆驼颈、驴尾，但样子并不像。任何一种动物。传说中，这种动物在四千年前帮助姜子牙推翻了商朝，成为姜子牙的坐骑。清朝时，清朝皇室在自己的狩猎场中饲养麋鹿 ，以供皇帝捕猎，尽管这种动物可能早在2000年前就在野外灭绝了。到 1866 年，谭卫道神父发现了这种动物，而此时的北京南海子麋鹿苑里只剩下 200 到 300 只。 1894年之前，一些动物被卖给欧洲的动物园。不过，当时公园被永定河的洪水淹没，冲毁南苑围墙，许多麋鹿因逃跑，结果被饥民猎杀。1900年八国联军侵华战争期间，残存的麋鹿全部被外国军队捕杀，麋鹿从中国本土彻底灭绝。1898 年，十一世贝德福德公爵赫布兰德·罗素从欧洲动物园聚集了18只麋鹿，并在他位于英格兰沃本修道院中饲养它们。 1985年，这群鹿中的22只鹿被重新引入北京南海子公园，1986年又有39只被送往黄海沿岸的苏北大丰。1998年，后一群中的8头动物被引入大丰麋鹿国家野生动物保护区的荒野。到 2013 年，保护区拥有 196 头麋鹿鹿。 目前在中国的麋鹿总数已经繁殖达一万多头，在全世界则有大约5000头，仍然是一个濒危物种。

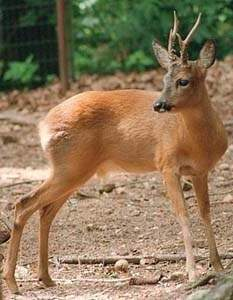
东方狍

曾经广泛分布在中国东北的东方狍，因为捕猎和栖息地破坏而成为保护动物，2000年禁止狩猎狍子
麝和鼷鹿类似小鹿，但不是真正的鹿。它们没有鹿角或面部气味腺。雄性麝有香腺，可分泌鹿麝香，用于香水、熏香和医药。世界七种麝中，有六种在中国发现，五种濒临灭绝：中国中部的安徽麝和林麝、中国西部的高山麝、喜马拉雅麝和黑麝的、东北部的原麝。较小的鼷鹿分布在云南南部。

#### 羚羊
中国北部和西部的草原、高原和沙漠是多种羚羊的家园。黄羊曾经是中国数量最多的羚羊，它们曾经分布在中国北方的大部分地区，但现在主要局限于内蒙古。藏原羚要比黄羊稍小，生活在青藏高原。普氏原羚曾广泛分布于中亚地区，但现仅发现于中国青海湖周边，普氏原羚雄性有独特的角，角向外卷曲，顶部向内卷曲，这种角是极其罕见的。鹅喉羚体型与黄羊差不多，分布在整个戈壁沙漠中。
藏羚羊是青藏高原的特有种。藏羚羊因其细羊毛而被偷猎，因为其羊毛可以制作成极其昂贵的沙图什。藏羚羊的分布南至拉萨以北，北至昆仑山，东至西藏昌都地区北部和青海西南部，西至中印边界，偶尔有少数由此流入印控克什米尔的拉达克地区。尼泊尔直到19世纪上半叶仍有藏羚羊分布，后灭绝。藏羚羊1975年被列入《濒危野生动植物物种国际贸易公约》附录II物种，1979年更被列入严禁贸易的附录I物种，1988年发布的《国家重点保护野生动物名录》确立其为国家一级保护野生动物。
高鼻羚羊的角在中药中用于治疗包括感冒在内的多种疾病。 尽管高鼻羚羊属于一级保护物种，但它在新疆北部准噶尔盆地已被偷猎至灭绝，在中亚和俄罗斯也处于极度濒危状态，中国警方经常拦截大批走私羊角进入新疆。 1987年，中国从美国圣迭戈动物园和德国柏林泰尔动物园重新引入了高鼻羚羊，在甘肃武威濒危动物繁育中心建立了繁育种群。

#### 羊亚科
这些羊亚科中最大的是羚牛，它是麝牛的亲戚。它生活在喜马拉雅山东麓至秦岭的高原地区，与四川、陕西的大熊猫共享栖息地。羚牛为一级保护动物。
鬣羚比羚牛小，但比斑羚大得多。鬣羚和斑羚都生活在多雨的山区，也都是优秀的登山者。鬣羚的毛比斑羚短且粗。大陆鬣羚分布于中国南方各地。华南山羚的分布范围更为广泛，延伸至东北部的朝鲜。长尾斑羚生活在东北部，与俄罗斯和朝鲜接壤。喜马拉雅鬣羚、喜马拉雅斑羚和红斑羚分布在西藏南部。台湾鬣羚是台湾特有的动物。

#### 高山绵羊和山羊

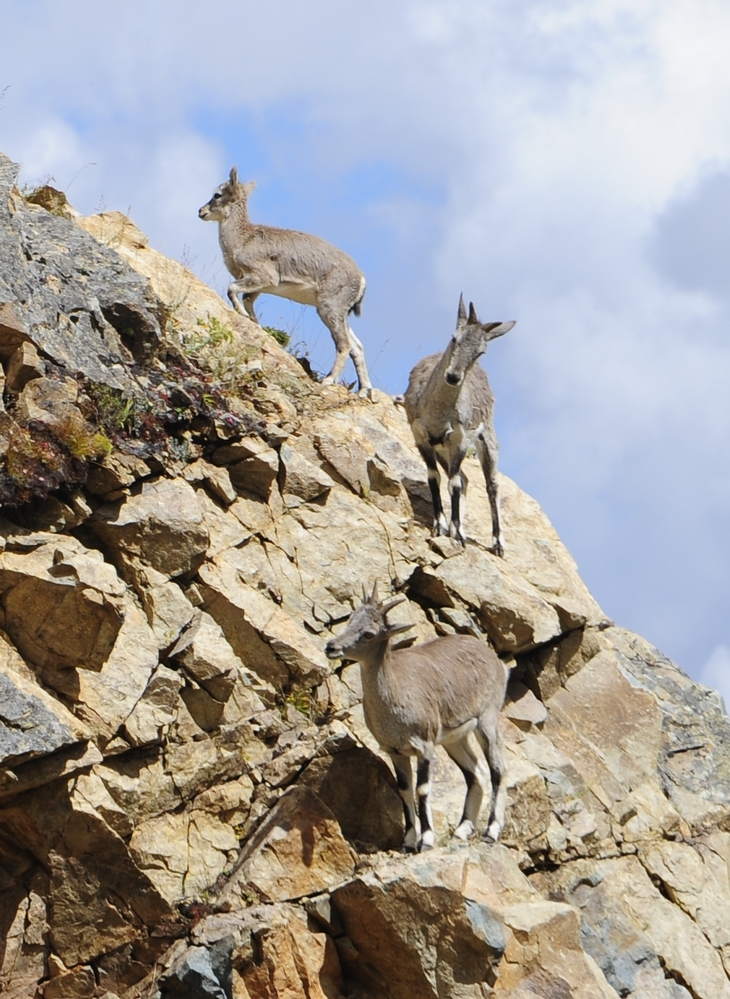
喜马拉雅山上的岩羊

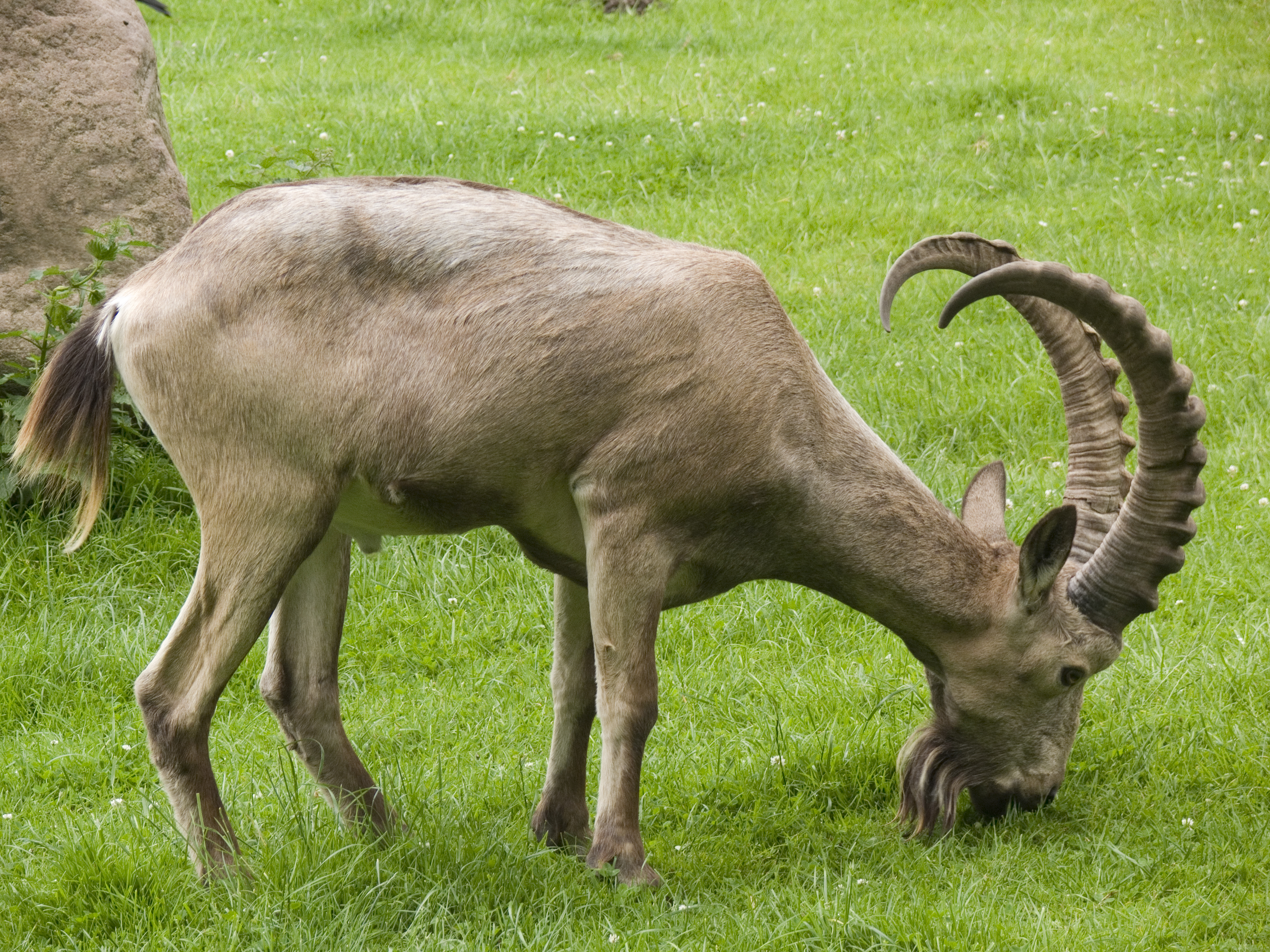
西伯利亚羱羊

盘羊和山羊是北美大角羊的亚洲近亲，有九个亚种，其中七个亚种分布在中国北部和西部。
岩羊的角比盘羊小得多，不过它们是喜马拉雅悬崖上敏捷的攀爬者。倭岩羊产于四川西部。喜马拉雅塔尔羊于1974年在中国发现，属于一级保护动物，在西藏南部可能仅有500只。
西伯利亚羱羊是最大、最重的山羊，主要分布在发现于新疆天山山脉。

#### 牛、骆驼、猪
中国驯养的野牛、牦牛、双峰驼数量较多，但在野外，它们均为一级保护动物。印度野牛是最高的牛种，分布于西藏南部和云南。家养野牛，称为盖亚尔，主要是由云南农民饲养。牦牛是青藏高原上最大的动物。野牦牛体型比家牦牛大，比野牛稍小。它们能忍受极冷的气候，攀爬陡坡，涉过激烈的急流。牦牛是藏族牧民最重要的动物，他们以牦牛肉和奶为食，以牦牛粪为燃料，将牦牛毛纺成织物，制作牦牛皮，用牦牛运输和耕地。双峰驼有两个驼峰，可以一个月或更长时间不喝水。一头口渴的双峰驼只需 13 分钟即可喝掉 135 升。 它们能够承受极热和极冷的天气，并且拥有宽阔的蹄子，不会在沙漠中下沉。双峰驼被称为“沙漠之舟”——几千年来，它们一直被用来沿着丝绸之路运送货物。野骆驼极度濒危，分布于戈壁和塔克拉玛干沙漠。
野猪是大约八千年前中国驯化的农场饲养的猪，在中国的荒野中仍然很常见。有时，野猪会与农场饲养的猪杂交。东北野猪是野猪中体型最大的。台湾野猪是台湾特有的亚种。

### 穿山甲

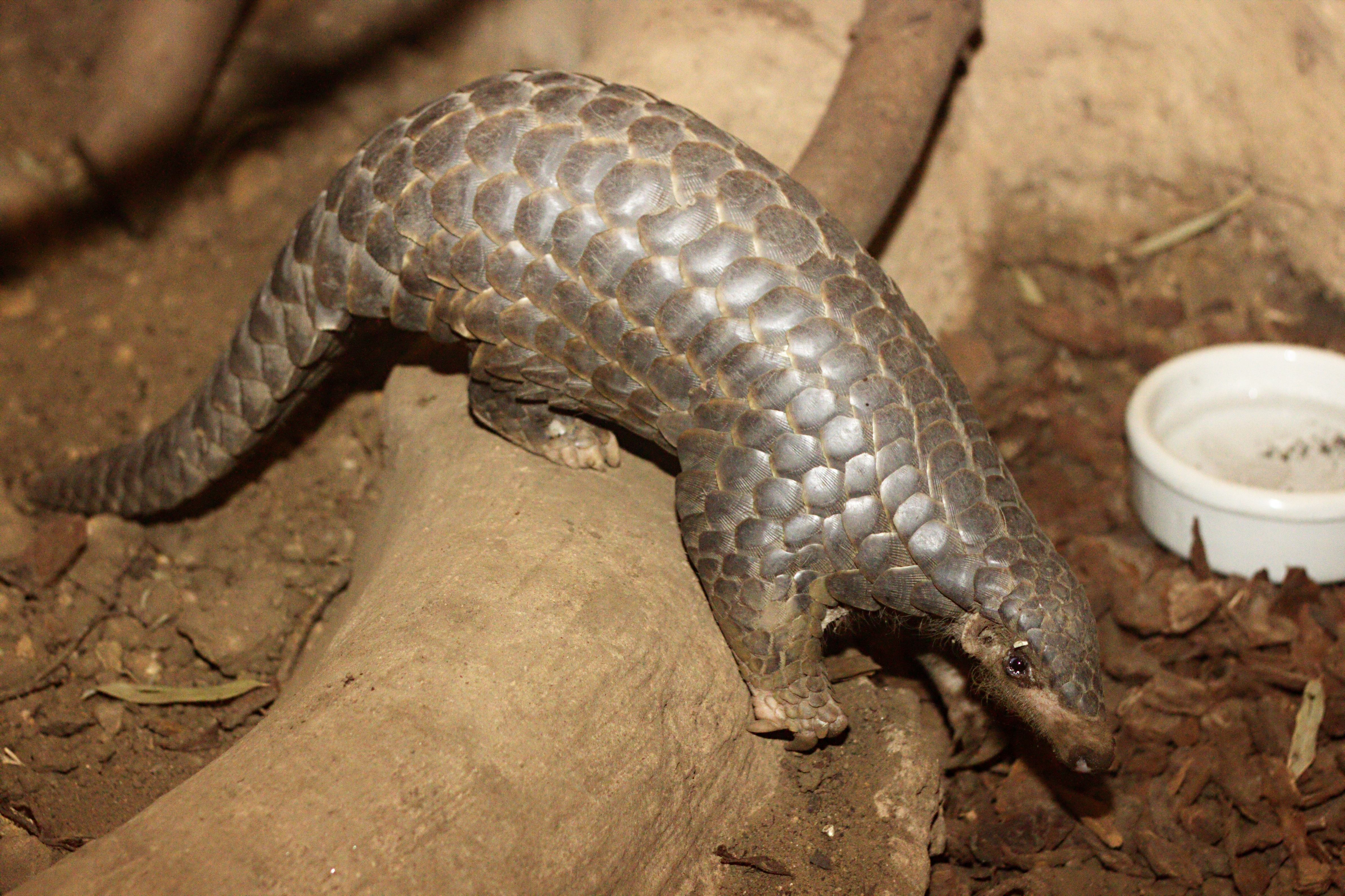
中华穿山甲

穿山甲是一种有鳞食蚁兽，以蚂蚁和白蚁为食，在受到威胁时会卷曲成球，在中国因其肉被认为是野味以及鳞片在中药中用于治疗泌乳不足等疾病而被大规模偷猎。 中华穿山甲遍布中国南部、海南和台湾，马来穿山甲则分布在云南西部。 作为国家二级保护动物，野生穿山甲被禁止交易，但偷猎和非法贸易依然猖獗。穿山甲可以养殖，但穿山甲养殖场一般还必须饲养白蚁来喂养牲畜。 所有穿山甲均被列入《濒危野生动植物种国际贸易公约》附录一内，表示任何从野外捕猎的商业用途均被禁止，当中为商业目的之贸易而自野外取得之印度穿山甲、菲律宾穿山甲、马来穿山甲及中华穿山甲之标本，其年输出配额均为零。个别物种在多个不同国家及地区均禁止出口及贸易，包括孟加拉、中国大陆、印度、老挝、缅甸、尼泊尔、台湾、泰国、马来西亚及越南等地都有保护穿山甲的法例。

### 啮齿类动物

#### 豪猪

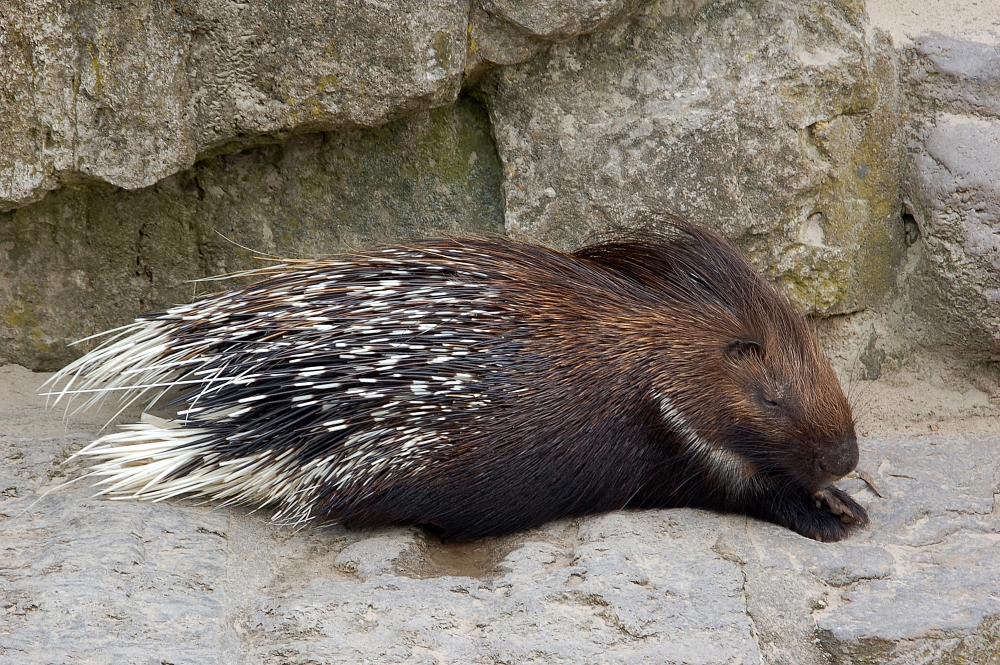
印度豪猪

中国发现了三种旧大陆豪猪：帚尾豪猪、印度冠豪猪和马来亚豪猪。豪猪的许多部位，包括大脑、器官、脂肪、刺，甚至粪便都可以用来制作中药。 

#### 海狸

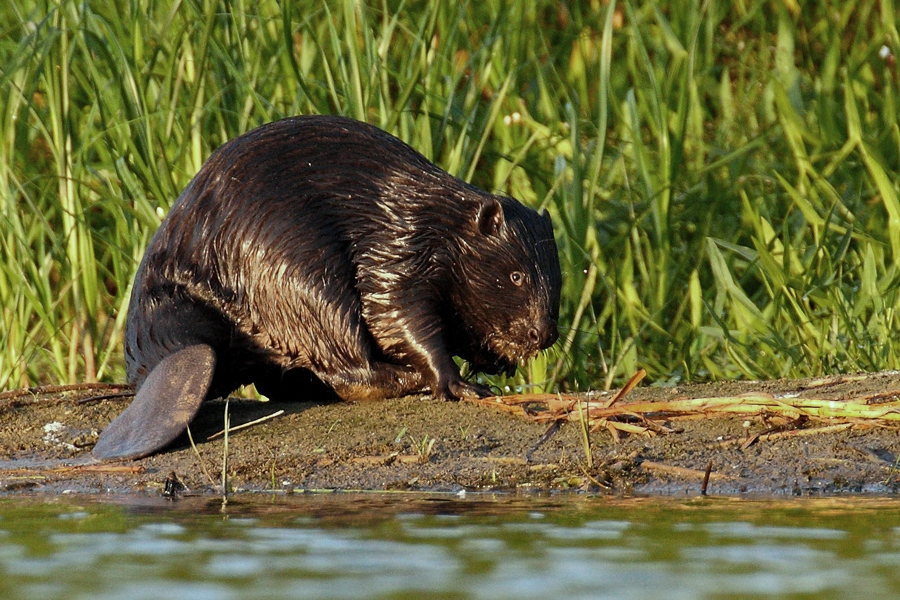
欧亚河狸

20 世纪初期，欧亚海狸因其毛皮和河狸香而遭到猎杀，几近灭绝。尽管全球数量有所回升，但这种动物仍然是一级保护物种。位于新疆北部青吉尔县的布尔干河狸自然保护区位于与蒙古国接壤的额尔齐斯河和乌伦古河的源头，于1980年建立，旨在保护河狸。 2007 年，保护区内有 145 个海狸群落，估计数量为 500-600 只海狸。 

#### 松鼠
尽管在印象中松鼠应该是栖息于树上，但并非所有物种都生活在树上。松鼠科包括树松鼠、鼯鼠、地松鼠、岩松鼠、土拨鼠和花栗鼠，这些动物都在中国发现，而且种类繁多。
欧洲常见的红松鼠和东南亚的巨松鼠分别发现于中国的北部和南部地区。其他树松鼠种类包括赤腹松鼠、中南松鼠、黄足松鼠、蓝腹松鼠、珀氏长吻松鼠、五纹松鼠、橙腹长吻松鼠、红臀长吻松鼠、红颊长吻松鼠、明纹花松鼠、海洋条纹松鼠和隐纹花松鼠。
从西藏喜马拉雅山到海南的热带岛屿，再到北京郊区的农村，中国几乎每个地方都可以找到鼯鼠。飞鼠种类包括沟牙鼯鼠、复齿鼯鼠、毛足飞鼠、黑白飞鼠、海南小飞鼠、棕鼯鼠、红白鼯鼠、小鼯鼠、灰背大鼯鼠、灰鼯鼠、白颊鼯鼠、不丹鼯鼠、小鼯鼠、云南鼯鼠和栗褐鼯鼠。有几种是中国特有的。
鼯鼠是一种胆小的生物，它们在夜间活跃，利用皮膜从树上滑翔。它们不筑巢，生活在洞穴或岩石缝隙中。 它们还会在特定位置排便，这有利于收集粪便颗粒。 这些颗粒被制成五灵脂，一种用于活血止痛的中药。 飞鼠的颗粒可以在洞穴的地板上积聚数年而不会腐烂。 很多中国的农场饲养了几种鼯鼠来生产五灵脂。 
沟牙鼯鼠又名华北鼯鼠，是华北河北省东部、北京郊区和四川北部的特有种。复齿鼯鼠是中国南方特有的动物。
在中国，地松鼠分布在北部和西部的干旱地区，这些动物居住在洞穴中。地松鼠种类包括阿拉善黄鼠、达斡尔黄鼠、红颊地松鼠、长尾地松鼠和黄地松鼠。
有两种岩松鼠是中国特有的，一种是岩松鼠，分布在从北京周围的山区到甘肃和四川的全国大片地区；另一种是侧纹岩松鼠，只分布在长江流域的山区，及云南西北部澜沧江流域。
花鼠，又名西伯利亚花栗鼠，是北美以外唯一发现的花栗鼠物种，在中国有六个亚种，全部分布在中国北部地区。人们将其作为宠物饲养，因其肉质细嫩，皮毛细腻，可作为中药原料。
旱獭，又称土拨鼠，与地松鼠有亲缘关系，但体型更大，尾巴更短，是群居动物。它们可以长到猫那么大，并生活在大群中。在中国发现了四种物种，分布在该国的北部和西部边缘：灰旱獭、长尾旱獭、喜马拉雅旱獭和蒙古旱獭。其中，蒙古旱獭是濒临灭绝的三级保护物种。土拨鼠也是农场饲养的食物和毛皮。

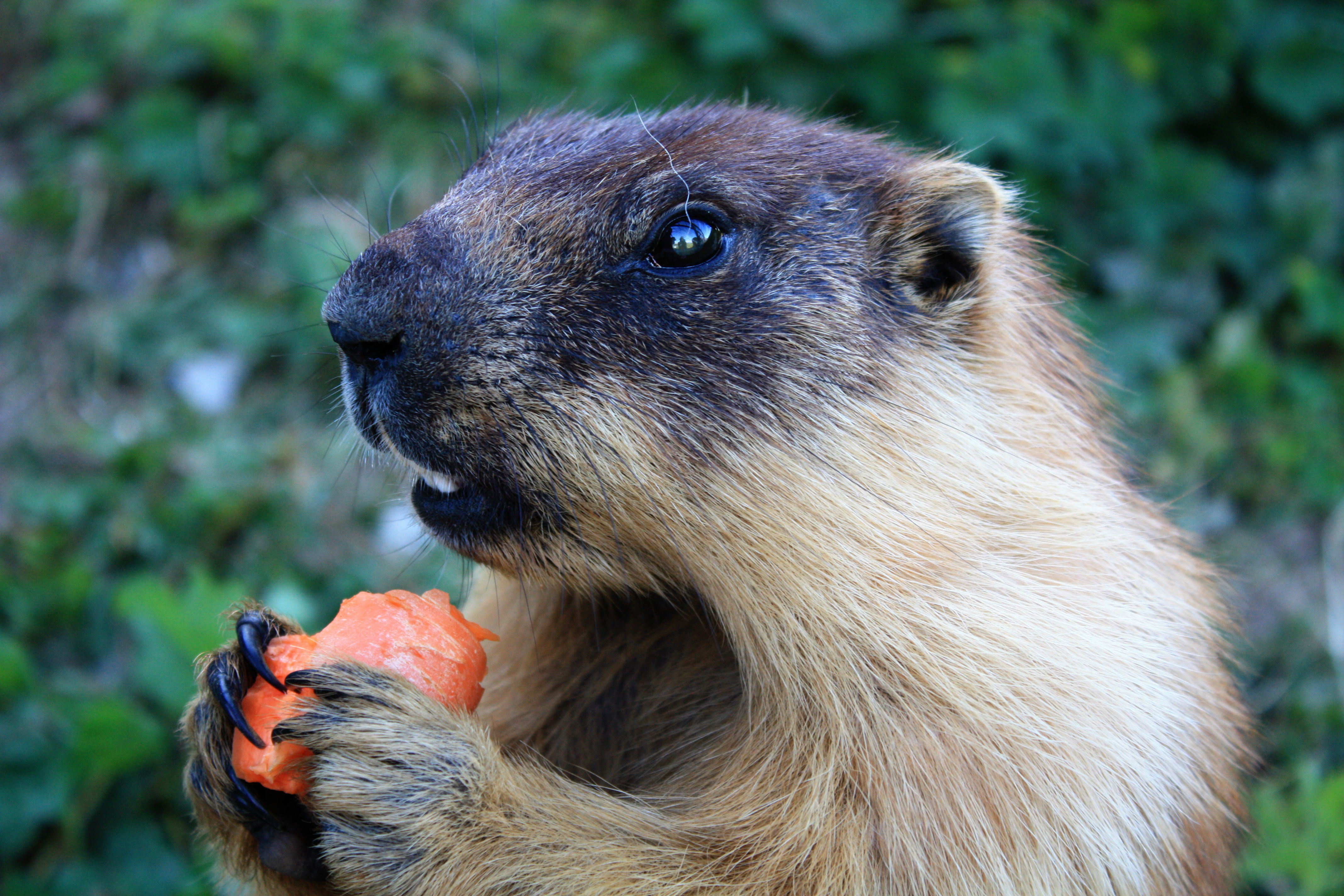
蒙古旱獭
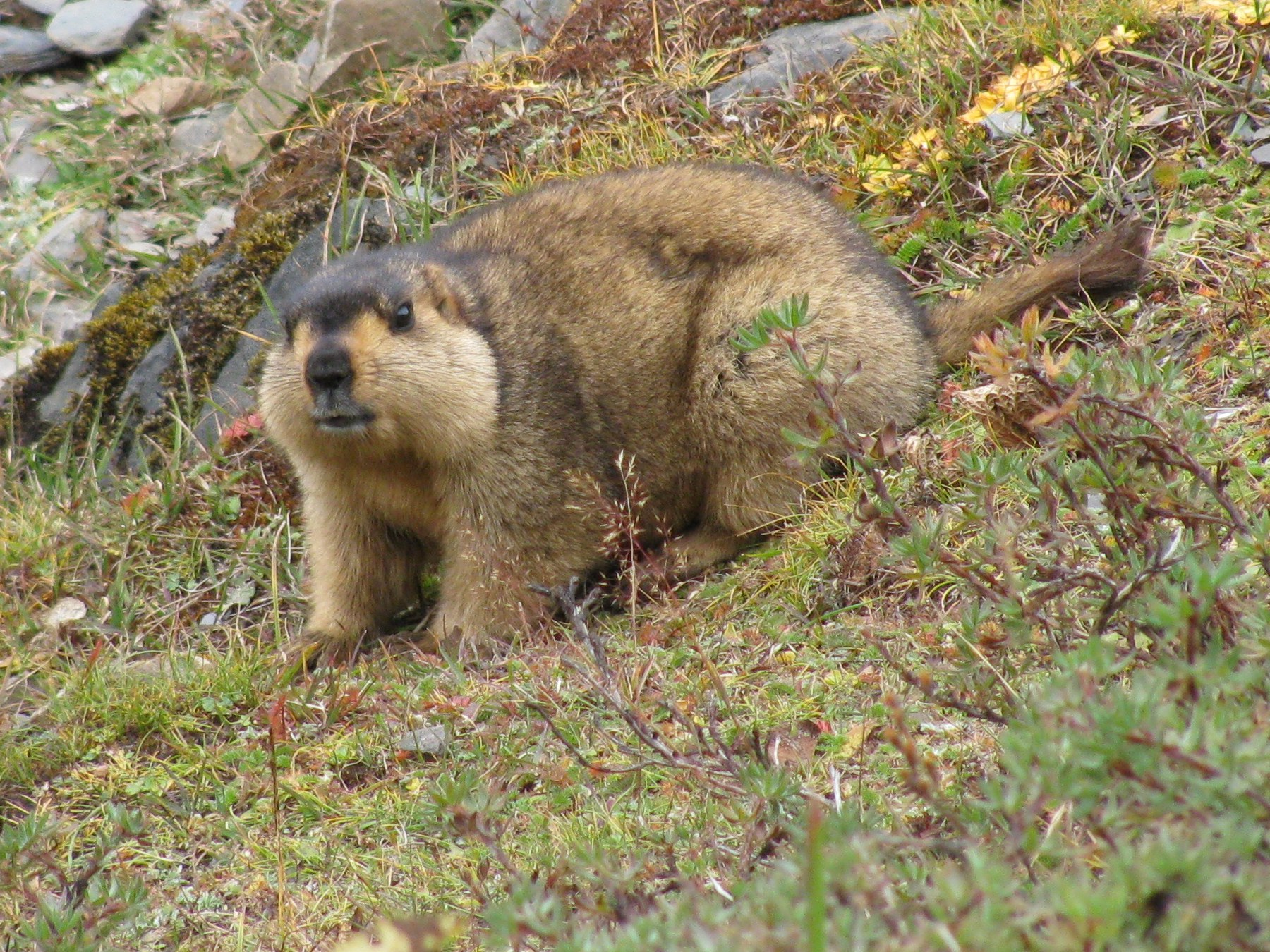
喜马拉雅旱獭
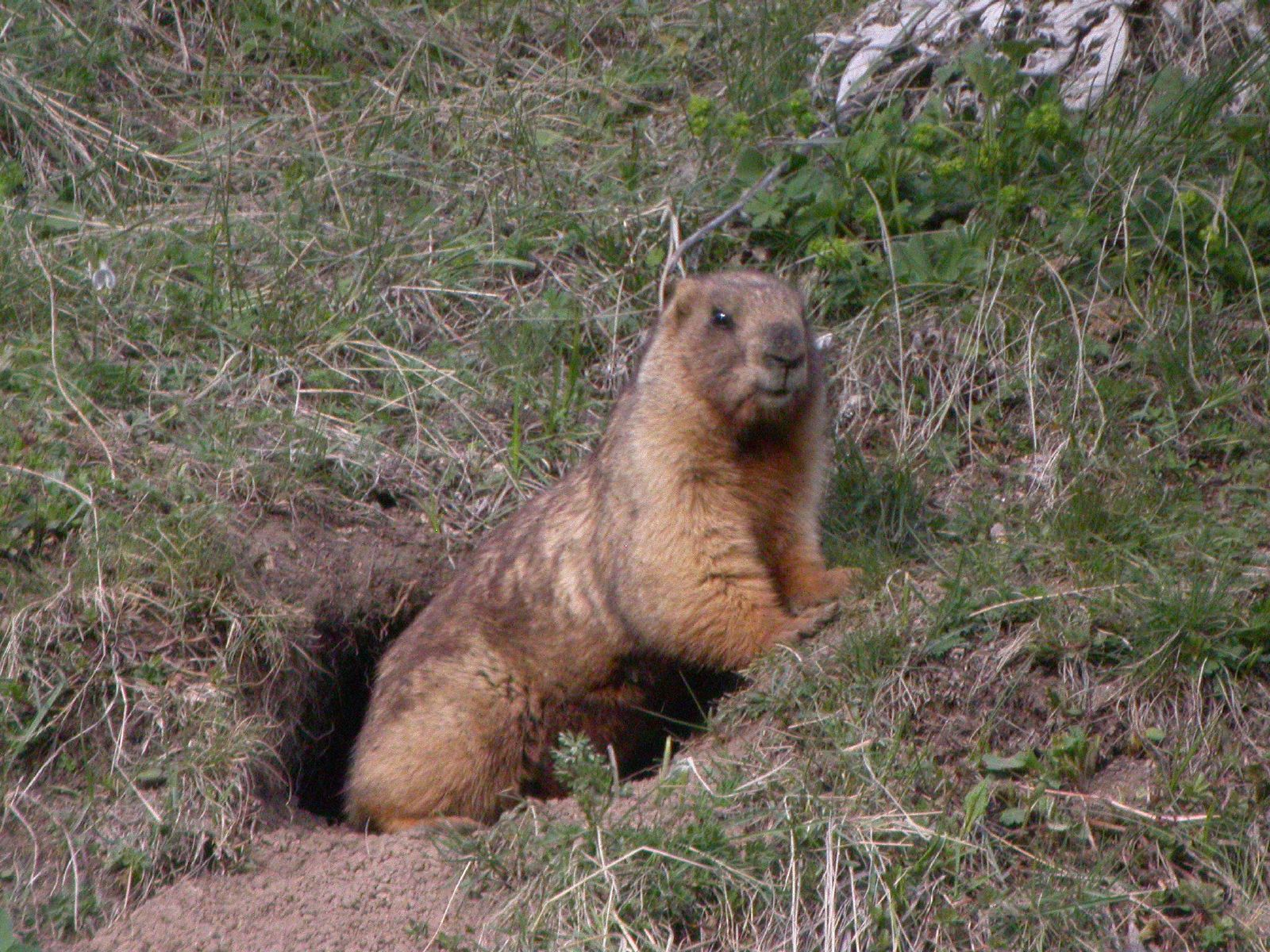
灰旱獭

#### 跳鼠科
中国生活着多种跳鼠总科的动物。其中包括跳鼠科、林跳鼠科和蹶鼠科。跳鼠科、林跳鼠科和蹶鼠科都有长长的后腿，可以用来从双足姿势跳跃。

#### 鼢鼠和竹鼠

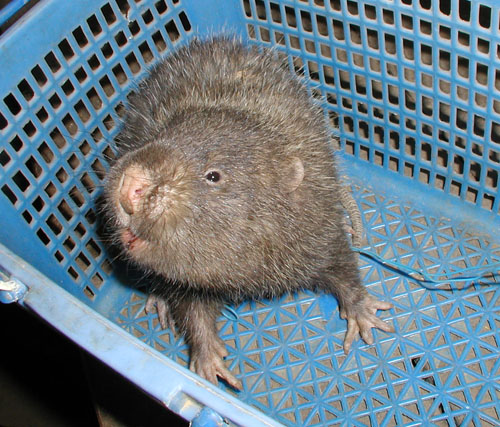
小竹鼠

鼢鼠和竹鼠是体型矮胖，但善于挖掘的小型啮齿动物。
鼢鼠有强壮的前肢，可以挖掘。鼢鼠骨用于中药，可替代虎骨。中华鼢鼠、罗氏鼢鼠和斯鼢氏鼠是中国特有的。中华鼢鼠的分布范围从青海一直延伸到北京，而罗氏鼢鼠和斯氏鼢鼠的分布范围仅限于甘肃、陕西、湖北和青海。草原鼢鼠和东北鼢鼠生活在中国与俄罗斯和蒙古的边境地区。
世界上四种竹鼠均在中国发现：生活在江南地区的中华竹鼠、西南地区的银星竹鼠、西双版纳的大竹鼠、滇西的小竹鼠。大竹鼠重达5公斤。竹鼠肉富含蛋白质，脂肪含量低。竹鼠油可用于治疗烧伤伤口。
鼢鼠和竹鼠均因毛皮、肉和药用而被农场饲养。

#### 仓鼠科
世界上有25种仓鼠，其中大约有一半在中国发现。大多数生活在新疆、甘肃和内蒙古的沙漠中。有的以它们发现的特定地区命名，如中国仓鼠、无斑短尾仓鼠、甘肃仓鼠、黑线仓鼠、高山仓鼠、藏仓鼠、短尾侏儒仓鼠、坎贝尔侏儒仓鼠、小毛仓鼠和索氏仓鼠。还有一些并不是中国特有的仓鼠，但是也有在中国分布的，包括灰仓鼠、长尾矮仓鼠、大仓鼠和欧洲仓鼠。很多仓鼠被当作宠物饲养，遍布世界各地的家庭。

#### 小鼠和大鼠
- 褐鼠
- 四川毛尾睡鼠（ Chaetocauda sichuanensis ）
- 川西白腹鼠（ Niviventer excelsior ）
- 云南壮鼠( Hadromys yunnanensis )

#### 沙鼠
- 大沙鼠( Rhombomys opimus )

#### 鼩鼹鼠
- 短尾鼩（ Anourosorex squamipes ）

### 鼠兔
- 川西鼠兔( Ochotona gloveri )

### 鼹鼠
- 壮鼹（ MogeraRobista ）

### 树鼩
- 北树鼩( Tupaia belangeri )

### 刺猬
- 东北刺猬（ Erinaceus amurensis ）

### 野兔
- 华南兔（ Lepus sinensis ）
- 海南兔
- 东北兔

### 蝙蝠
蝙蝠是唯一能够持续飞行的哺乳动物，是仅次于啮齿动物的第二大哺乳动物目。它们大致分为小蝙蝠和狐蝠，前者利用回声定位来导航和捕猎昆虫，后者依靠大眼睛和敏锐的嗅觉以水果和花蜜为食。蝙蝠在中国各地数量众多，种类繁多，被认为是吉祥动物，象征着吉祥。从洞穴中收集的蝙蝠粪便可用于中药。

#### 狐蝠科
狐蝠，它们是最大的蝙蝠物种。中国发现了四种狐蝠，全部处于孤立种群中：陕西的大狐蝠、青海的印度狐蝠、台湾的琉球狐蝠和云南的泰国狐蝠。 大狐蝠重0.65-1.1公斤，翼展高达1.5米 。
抱尾果蝠和棕果蝠都是果蝠属，是中国唯一具有回声定位能力的巨型蝙蝠。 与用喉部产生超声波的小蝙蝠不同，它们通过舌头的咔哒声产生声纳声波。
生活在中国的犬蝠属和果蝠属包括短耳犬蝠、布氏球果蝠和长舌果蝠。果蝠有时被果农视为害虫，在广东、广西和海南的部分地区被猎杀和食用。 它们还有助于为某些热带果树授粉。 

#### 小蝙蝠

##### 蝙蝠科
晚霞蝙蝠是中国最大的蝙蝠科，至少有 45 种。成员包括鼠耳蝠属、长耳蝠属、伏翼属、山蝠属和宽耳蝠属。
鼠耳蝠是一种精致、毛茸茸、耳朵尖的蝙蝠。世界上约有90种，其中约五分之一是在中国发现的。
狭耳鼠耳蝠、池塘耳蝠、水鼠耳蝠、纳氏鼠耳蝠和须鼠耳蝠遍布欧亚大陆。在气候温暖的中国南部和东南亚，生活着中华鼠耳蝠、西南鼠耳蝠云南鼠耳蝠和爪哇鼠耳蝠。在中国北部和东北亚的温带地区，栖息着远东鼠耳蝠、长耳鼠耳蝠和伊氏鼠耳蝠。绯鼠耳蝠以其独特的金色毛皮而闻名，在阿富汗、印度、中国中部、中国东南部、东北、台湾、韩国和印度尼西亚都有不相关的种群。北京鼠耳蝠是中国东部的特有种，毛腿鼠耳蝠是中国南部和香港的特有种。
大多数鼠耳蝙蝠是食虫动物。立克特大脚蝠分布于中国各地直至老挝，生活在水边，以鱼为食。台湾的大脚蝠在水面捕食昆虫。
扶翼属，在中国也有分布。在中国常见的扶翼很小体长约3.5-4.5公分，翅膀19-25公分宽。体毛维不同深度的棕色。一般生活在树林或田野，但也可以生存在城市房屋顶楼或房檐。。在中国发现的其它扶翼包括侏扶翼、 锡兰扶翼 、 棒茎扶翼 、 萨氏扶翼 、茶褐扶翼、大黑扶翼和灰扶翼。中医中，扶翼的肉、血、脑和粪便均可用来制作中药。将大脑涂在皮肤上可以治疗痤疮，摄入后可以提高记忆力。 
山蝠与扶翼的关系很近，但它们的尺寸可能大得多。中华山蝠是中国南部和台湾的特有种，其重量是扶翼的三到四倍。它们一般生活在洞穴、岩石以及房屋的屋檐下。收集夜蛾粪便用于药用。中国的其他夜蛾包括褐山蝠、小山蝠和日本山蝠。
东方宽耳蝠的分布范围从埃及经中国一直延伸到日本。 2001年，一位中国动物学家在北京农村的山区发现了一种新的宽耳福。 这种蝙蝠是在房山区的一个山洞里发现的，那里还生活着其他四种蝙蝠——立克特大脚蝠、大鼠耳蝠、马铁菊头蝠和白腹管鼻蝠。 北京宽耳福( Barbastella beijingensis ) 因其 DNA 的独特性而闻名，由华东师范大学教授张树义与中科院动物研究所博士生张颈硕、韩乃坚等人通过分子生物学、形态学与声学的综合比较，确定此为一独立新种。这也是第一种由中国人命名的蝙蝠物种。 截至2012年，北京以外地区尚未发现该物种的其他种群。
长耳蝠有巨大的耳朵，几乎可以与身体一样长，在中国生活着柯氏长耳蝠和奥氏长耳蝠 ）。褐扁颅蝠和扁颅蝠世界上最小的哺乳动物之一，和蜜蜂差不多大。成年蝠约4厘米长，翅宽15厘米左右，体重2克。幼蝠生在竹节中，一般一胎两个，由母亲抚养长大。竹子上开口是被甲虫或竹蜂咬破，又或是因为冷缩热涨而形成的窄窄裂缝，使蛇之类的猎捕者无法进入，其主要食物是苍蝇、甲虫等昆虫。
包括戈壁棕蝠、北棕蝠、肥耳棕蝠、大棕蝠在内的棕蝠属也与其它蝙蝠有密切的亲缘关系。除此以外，还有蒂克尔蝙蝠、南蝠、斑蝠、大黄蝠、普通蝙蝠和东方蝙蝠。
管鼻蝙蝠比其他蝙蝠有更长的鼻孔和漏斗形的耳朵。中国物种包括白腹管鼻蝠、小管鼻蝠、圆耳管鼻蝠、中管鼻蝠和东北管鼻蝠。东北管鼻蝠是中国东北黑龙江和吉林的特有种。
彩蝠和哈氏彩蝠，它们大部分生活在中国南方的森林中。

##### 长翅蝙蝠

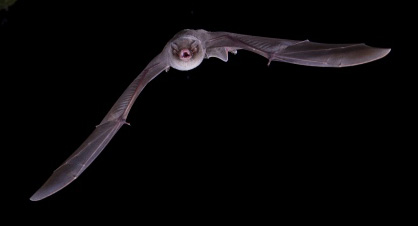
长翼蝠

中国的长翼蝠属包括长翼福和几内亚长翼蝠。长翼蝠分布于台湾岛以及中国大陆的江西、广西、陕西、贵州、安徽、香港、云南、北京、河北、海南、四川、江苏、广东、福建、浙江、湖南等地，一般生活于岩洞以及家舍。几内亚长翼蝠分布于印度，印度尼西亚，老挝，马来西亚，缅甸，巴布亚新几内亚，泰国，东帝汶，越南和中国东南部等地。

##### 犬吻蝠

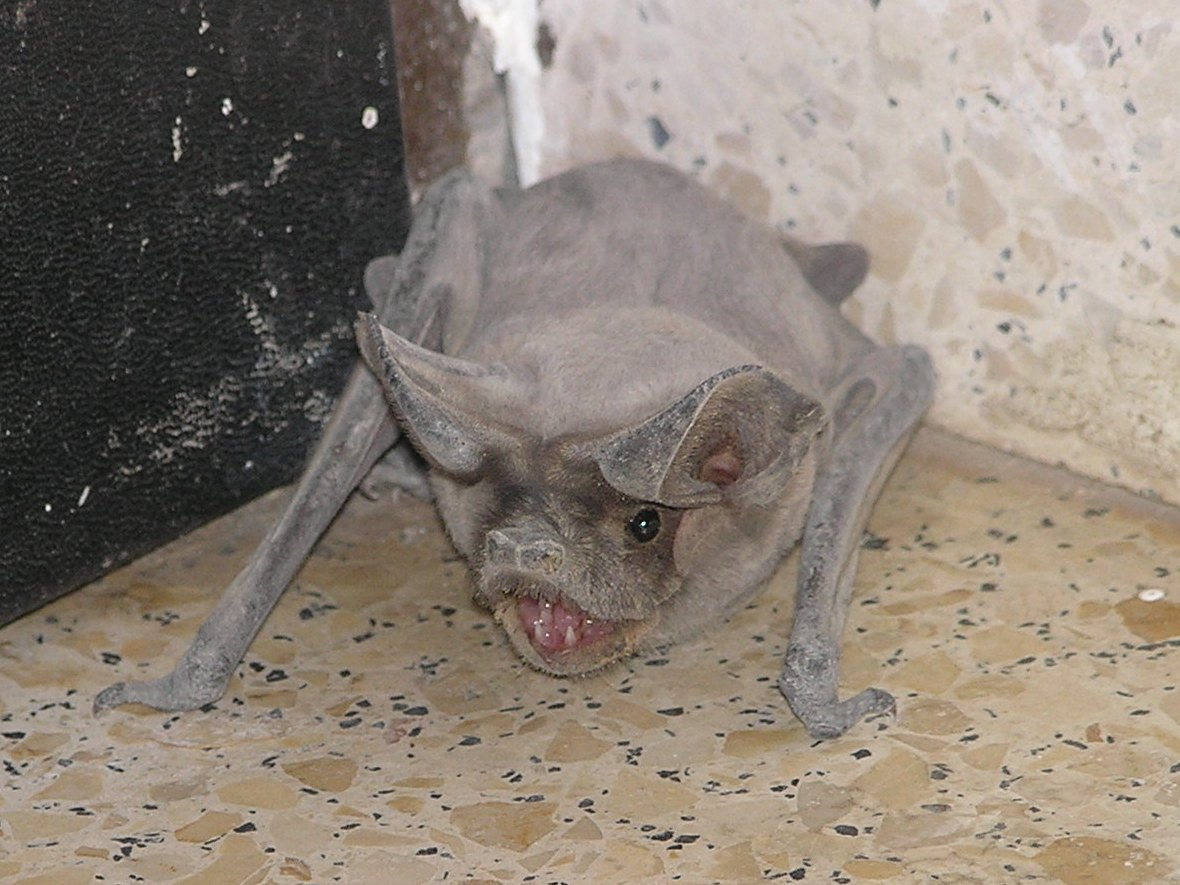
宽耳犬吻蝠

与其他蝙蝠不同，犬吻蝠科的蝙蝠的尾巴与翼膜分离。种类包括宽耳犬吻蝠、拉图什犬吻蝠和皱唇犬吻蝠。

##### 假吸血蝠
生活在广西的印度假吸血蝠是一种肉食性蝙蝠，以啮齿动物、鱼类、昆虫和较小的蝙蝠为食。它比南美洲的亲戚美洲假吸血蝠要小。

##### 囊翅蝙蝠
鞘尾蝠科翅膀下有囊状腺体，携带信息素，释放信息素以吸引配偶。世界上约有51种囊翅蝙蝠，只有黑须墓蝠在中国发现。

##### 菊头蝠
菊头蝠为中小型的小蝙蝠，毛色为红棕色、橘红色或黑色，俗名“蹄鼻蝠”或“马蹄蝠”，得名自其马蹄铁状的鼻叶，这种鼻子有助于回声定位，它们产生声纳的占空比长，听觉也相当发达。在中国发现的种类包括马铁菊头蝠、小菊头蝠、贵州菊头蝠、大耳菊头蝠、鲁氏菊头蝠、中华菊头蝠、角菊头蝠、短翼菊头蝠、奥氏菊头蝠、皮氏菊头蝠、托马斯托氏菊头蝠和多布森菊头蝠。贵州菊头蝠和奥氏菊头蝠是中国西南部的特有种。科学家认为， SARS冠状病毒可能起源于中国的马蹄蝠。   
与马蹄蝠密切相关的是蹄蝠，包括大蹄蝠、中蹄蝠、小蹄蝠、普氏蹄蝠、无尾蹄蝠和三叶蹄蝠。

## 扩展阅读
- 江建平; 黄晓磊. . 生物多樣性. 2022. ISSN 1005-0094. doi:10.17520/BIODS.2022531. Wikidata Q116256917 （中文及英语）.
- 中国生物志库 （页面存档备份，存于）